# Гитлер, Адольф
Адо́льф Ги́тлер (нем. Adolf Hitler, немецкий: [ˈaːdɔlf ˈhɪtlɐ] (слушать)о файле; 20 апреля 1889, Браунау-ам-Инн, Цислейтания, Австро-Венгрия — 30 апреля 1945, фюрербункер, Берлин, Германия) — немецкий государственный и политический деятель, один из основоположников национал-социализма, диктатор Германии с 1933 года до своего самоубийства в 1945 году. Рейхсканцлер (1933—1945) и фюрер Германии (1934—1945), лидер НСДАП (1921—1945). Развязал Вторую мировую войну, в ходе которой погибли более 70 млн человек, и сыграл центральную роль в Холокосте, жертвами которого стали около 6 млн европейских евреев.
Родившись в Браунау-ам-Инн в Австро-Венгрии, Гитлер вырос под Линцем. С 1908 года он жил в Вене, а в 1913 году переехал в Германию. Во время Первой мировой войны служил в немецкой армии и получил ряд наград. В 1919 году вступил в Немецкую рабочую партию, предшественницу Национал-социалистической немецкой рабочей партии (НСДАП), а в 1921 году стал лидером НСДАП. В 1923 году в ходе мюнхенского «пивного путча» предпринял неудачную попытку захватить власть и в результате был приговорён к пяти годам тюремного заключения. В тюрьме написал первый том автобиографии и политического манифеста «Моя борьба» (нем. Mein Kampf). После досрочного освобождения в 1924 году выступал против Версальского договора и, будучи харизматичным оратором, пропагандировал в своих речах пангерманизм, антисемитизм и антикоммунизм. Осуждал международный капитализм и коммунизм как часть еврейского заговора.
К ноябрю 1932 года НСДАП занимала большинство мест в немецком рейхстаге, но не имела абсолютного большинства. В результате ни одна партия не смогла сформировать парламентскую коалицию большинства в поддержку кандидата на пост рейхсканцлера. Бывший рейхсканцлер Франц фон Папен и другие консервативные лидеры убедили рейхспрезидента Пауля фон Гинденбурга назначить Гитлера канцлером. Назначение состоялось 30 января 1933 года. Вскоре после этого рейхстаг принял Закон о чрезвычайных полномочиях, положивший начало переходу от Веймарской республики к однопартийной диктатуре, основанной на тоталитарной и авторитарной идеологии национал-социализма. После смерти Гинденбурга 2 августа 1934 года Гитлер занял также пост главы государства, сосредоточив в своих руках всю полноту власти. Он стремился изгнать евреев из Германии и установить «новый порядок», перекроив карту Европы, в которой после Первой мировой войны доминировали Британия и Франция. Первые шесть лет его правления привели к быстрому экономическому восстановлению после Великой депрессии, отмене ограничений Версальского договора и аннексии территорий, населённых миллионами этнических немцев, что обеспечило ему значительную поддержку населения.
Гитлер стремился расширить для немецкого народа жизненное пространство (нем. Lebensraum) в Восточной Европе. Его агрессивная внешняя политика считается главной причиной Второй мировой войны. Осуществив крупномасштабное перевооружение, 1 сентября 1939 года Германия вторглась в Польшу, в результате чего Великобритания и Франция объявили войну Германии. В июне 1941 года Гитлер отдал приказ о вторжении в Советский Союз, а в декабре 1941 года объявил войну США. К концу 1941 года германский вермахт и его союзники оккупировали большую часть Европы и Северной Африки. После 1941 года эти успехи постепенно сходили на нет, и в 1945 году союзные войска окончательно разгромили вермахт. 29 апреля 1945 года в бункере фюрера в Берлине Гитлер женился на своей давней партнёрше Еве Браун, а на следующий день вместе с ней покончил жизнь самоубийством, чтобы не попасть в руки Красной армии. Трупы надлежало сжечь, но в спешке сделать этого до конца не успели. После войны Международный военный трибунал приговорил ряд бывших высокопоставленных немецких руководителей к смертной казни или к длительному тюремному заключению и признал преступными созданные Гитлером организации СС, СД и гестапо.
Британский историк Ян Кершоу описывает Гитлера как «воплощение современного политического зла». Руководствуясь расистской идеологией, гитлеровский режим был ответственен за геноцид около 6 млн евреев и миллионов других жертв, которых Гитлер и его приспешники считали расово неполноценными или социально нежелательными элементами. Гитлеровский режим также несёт ответственность за гибель около 19,3 млн мирных жителей и военнопленных. Кроме того, на европейском театре военных действий погибли 28,7 млн солдат. Число погибших мирных жителей во время Второй мировой войны было беспрецедентным для военных действий.

## Биография

### Родословная
Все известные предки Гитлера происходят из Вальдфиртеля, бедного региона Нижней Австрии, граничащего с современной Чехией (согласно административно-территориальному делению Австро-Венгрии — с Богемией). Фамилия «Гитлер» известна в различных написаниях (Hittlaer, Hiedler) и по наиболее распространённой версии тождественна фамилии Hütler, происходящей от слова Hütte («хижина»).
Отец Адольфа Алоис Гитлер (1837—1903) родился в деревне Штронес под Дёллерсхаймом у сорокаоднолетней и незамужней Марии Шикльгрубер. Через пять лет после рождения Алоиса Мария Шикльгрубер вышла замуж за мельника Иоганна Георга Гидлера (Hiedler) из деревни Шпиталь (сейчас — в составе города Вайтра), проведшего всю жизнь в бедности и не имевшего собственного дома. Ребёнка взял себе в дом младший брат Гидлера Иоганн Непомук. Иоганн Георг Гидлер умер в 1857 году, так и не усыновив Алоиса, который как незаконнорождённый до тридцати девяти лет носил фамилию матери. Алоис Шикльгрубер в тринадцать лет, не получив полного школьного образования, уехал на заработки, а в восемнадцать поступил на службу в таможню, что было большим успехом для выходца из бедной крестьянской семьи. На таможне он прослужил следующие сорок лет до выхода на пенсию. Только в 1876 году по инициативе Иоганна Непомука Гидлера три свидетеля удостоверили, что Гидлер при жизни признавал Алоиса своим сыном, что позволило последнему сменить фамилию. При этом дёллерсхаймский священник, внося исправление в метрическую книгу, записал фамилию как «Гитлер». Подробности биографии Гитлера-старшего стали достоянием прессы с начала 1932 года. Впервые сделанное журналистом Хансом Хабе утверждение, что Шикльгрубер — это настоящая фамилия Адольфа Гитлера, не соответствует действительности.
7 января 1885 года Алоис Гитлер в третьем браке женился на своей родственнице (внучке Иоганна Непомука Гидлера) Кларе Пёльцль (1860—1907). Из-за родственных связей Алоису пришлось получать разрешение Святого Престола, чтобы жениться на Кларе. К этому времени у него были рождённые во втором браке сын Алоис-младший и дочь Ангела, впоследствии ставшая матерью Гели Раубаль. Некоторые историки предполагают, что Иоганн Непомук Гидлер был и биологическим отцом Алоиса.
Из-за интереса, который оппоненты Гитлера проявляли к его происхождению (газеты того времени опубликовали ряд сенсационных разоблачений о якобы еврейских родственниках политика, центральным пунктом идеологии которого был антисемитизм), после прихода к власти он запрещал увековечение памяти семьи в Вальдфиртеле, сделав центром своего почитания Линц. В 1938 году рядом с Дёллерсхаймом был построен самый большой в Западной Европе учебный полигон, а окрестные деревни расселили. В 1942 году эта судьба постигла и сам Дёллерсхайм.

### Детство

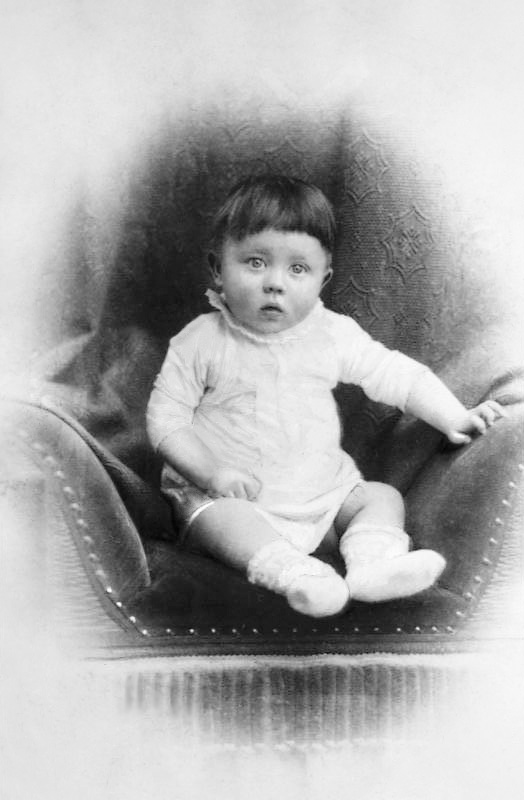
Гитлер в младенчестве. 1889—1890

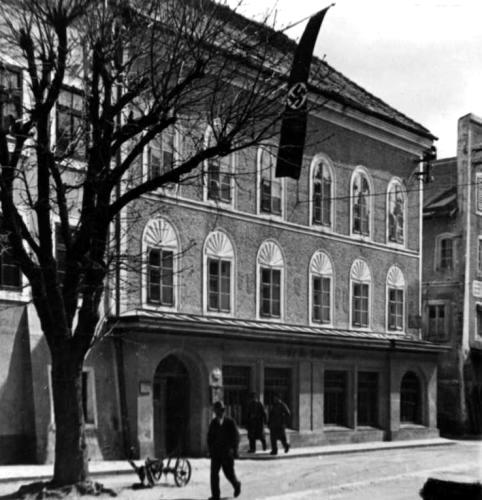
Дом, где родился Гитлер. Здесь будущий диктатор прожил до трёхлетнего возраста. Браунау-на-Инне, Австрия, 1934. Дом сохранился по настоящее время

Адольф Гитлер родился в Великую субботу 20 апреля 1889 года в 18 часов 30 минут в гостинице «У померанца» в городе Браунау-на-Инне на границе с Германской империей, где в то время служил его отец. Через два дня его крестили. Адольф был четвёртым ребёнком в браке Алоиса и Клары Гитлеров, но первым, пережившим младенческий возраст. Вместе с ними жили дети Алоиса от предыдущего брака Алоис-младший и Ангела и сестра Клары Иоганна Пёльцль. В 1892 году Алоис получил повышение, и вся семья переехала на другую сторону границы в Пассау. Там Адольф прожил следующие три года, в результате чего, по собственному признанию, «усвоил диалект, на котором говорили в Нижней Баварии; я так и не смог ни забыть его, ни научиться венскому жаргону».
В 1895 году Алоис Гитлер вышел на пенсию и приобрёл дом в деревне Хафельд под Ламбахом, чтобы заниматься пчеловодством и сельским хозяйством. К этому времени у него родился ещё один сын Эдмунд (1894—1900). В Хафельде из семьи ушёл после ссоры с отцом старший сын Алоис. В мае 1895 года шестилетний Адольф начал посещать сельскую школу в Фишльхаме, где в единственном классе вместе учились дети разного возраста. В 1896 году родилась сестра Адольфа Паула, последний ребёнок четы Гитлеров. Пчеловодческое дело Алоиса шло неуспешно, и в 1897 году он продал дом в Хафельде. Семья переехала на съёмную квартиру в Ламбахе, где восьмилетний Адольф был принят во второй класс школы, а также недолго учился пению при бенедиктинском монастыре. В конце 1898 года отец приобрёл дом в деревне Леондинг под Линцем, и Адольф стал посещать школу там.

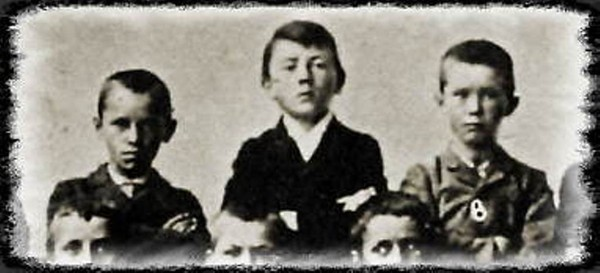
Гитлер (в центре) с одноклассниками. 1900

Так как Алоис Гитлер видел сына будущим чиновником, то в сентябре 1900 года отправил его в первый класс государственного реального училища в Линце, куда одиннадцатилетний Адольф ходил пешком из Леондинга (дорога занимала час в одну сторону). Учёба не привлекала его, он получал выговоры по поведению и после первого класса остался на второй год, получив «неудовлетворительно» по математике и естественной истории. В 1924 году учитель французского языка в училище Эдуард Хюмер вспоминал: «У него несомненно были способности, хотя и несколько односторонние, но он не умел контролировать себя, и его считали строптивым, упрямым, не терпящим возражений, вспыльчивым, ему было трудно привыкнуть к школьным порядкам». Материальное положение Гитлеров оставляло желать лучшего: в 1902—1903 учебном году Адольф был единственным из класса освобождён от платы за обучение. Алоис стал злоупотреблять алкоголем и нередко бил сына. По воспоминаниям как самого Гитлера, так и некоторых его соучеников, в реальном училище доминировали националистические настроения. Его любимый учитель Леопольд Пётш, преподававший географию и историю, был членом Немецкой народной партии, взгляды которой разделял и Алоис Гитлер. Ряду учеников, включая Гитлера, была близка более радикальная идеология пангерманистов, мечтой которых было объединение немецкоязычных земель Австрии с Германской империей. Несмотря на запреты, ученики устраивали в школе акции с символикой пангерманистов.

### Юность. Жизнь в Вене
Когда 13-летний Адольф учился во втором классе реального училища в Линце, 3 января 1903 года неожиданно умер его отец. Он продолжил обучение, но его успеваемость не становилась лучше, и в 1904 году Адольф ушёл из училища. 22 мая Гитлер несмотря на то, что у него уже сформировалась неприязнь к религии, прошёл конфирмацию. В сентябре он по настоянию матери начал посещать училище в Штайре, для чего ему пришлось снимать там квартиру. 11 февраля 1905 года Гитлер получил свидетельство за первое полугодие. «Отлично» были оценены только его успехи в рисовании и физкультуре; по немецкому, французскому, математике, стенографии он получил «неудовлетворительно», по остальным предметам — удовлетворительно. Расходы на обучение Адольфа в Штайре вынудили Клару Гитлер в 1905 году продать дом в Леондинге и переехать на съёмную квартиру в Линце по адресу: Гумбольдтштрассе, дом 31. По окончании класса Гитлер получил три «неудовлетворительно» (по немецкому, математике и стенографии) и должен был остаться на следующий год, но у него диагностировали заболевание лёгких (вероятно, его тяжесть была преувеличена), что стало предлогом для того, чтобы закончить обучение. Лето Гитлеры провели в Шпитале, а осенью, пересдав экзамен, Адольф получил свидетельство об окончании средней школы.
В Линце Гитлеры жили скромно на доходы от продажи дома, но Адольф, оставшийся единственным мужчиной в семье (после замужества Ангелы под одной крышей остались жить Клара, Адольф, Паула и тётя Иоганна), не учился и не работал, а много читал, рисовал и посещал театр. Он регулярно покупал билеты на стоячие места на представления в Земельном театре Линца, в особенности на постановки по драмам Шиллера и операм Вагнера. В театре Гитлер познакомился со своим ровесником Августом Кубицеком, имевшим способности к музыке и тоже восхищавшимся Вагнером; впоследствии Кубицек оставит подробные воспоминания об этом периоде жизни Гитлера.
В январе 1907 года Клара, у которой был обнаружен рак молочной железы, перенесла сложную операцию. В сентябре 18-летний Гитлер поехал на вступительные экзамены в Академию изобразительных искусств в Вене. Он прошёл первый тур, в ходе которого комиссия давала допуск к экзамену на основании представленных абитуриентами работ, но получил «неудовлетворительно» на экзамене по рисунку. Гитлер вернулся в Линц, а в конце октября лечащий врач семьи Эдуард Блох сообщил, что болезнь Клары неизлечима. Последние два месяца жизни она не вставала с кровати, а в ночь на 21 декабря 1907 года умерла. Всё это время Гитлер ухаживал за ней. По воспоминаниям Блоха, ему «не случалось встречать молодого человека, столь убитого горем и подавленного, сколь юный Адольф Гитлер, когда он <…> пришёл, чтобы, задыхаясь от слёз, выразить мне благодарность за работу». В январе Адольф и Паула вступили в наследство, которое составлял остаток средств, вырученных от продажи дома в Леондинге, значительно уменьшившийся за последний год из-за оплаты лечения и похорон Клары. Кроме этого, Адольфу и Пауле причиталась сиротская пенсия, а после достижения каждым 24 лет они получали доступ к средствам, оставшимся от отца. В феврале 1908 года после урегулирования дел, связанных с наследством, и оформления сиротских пенсий Гитлер с небольшой суммой наличных уехал в Вену, чтобы стать художником. В Вене Гитлер снимал комнату в районе Мариахильф, в которой жил вместе с Кубицеком, поступившим в консерваторию. Вдвоём они ходили в Венскую оперу, по многу раз смотря все доступные им постановки опер Вагнера. Одновременно с этим Гитлер регулярно посещал Рейхсрат, наблюдая за заседаниями с общедоступной галереи для зрителей. Летом 1908 года Гитлер, вероятно, вернулся в Вальдфиртель, чтобы взять в долг денег у тёти Иоганны. В сентябре он повторно пытался сдать экзамен в Академию, но в этот раз выбыл в первом туре, не получив допуск к экзамену. Он съехал с квартиры, не сообщив ни родственникам в Линце, ни Кубицеку нового адреса.

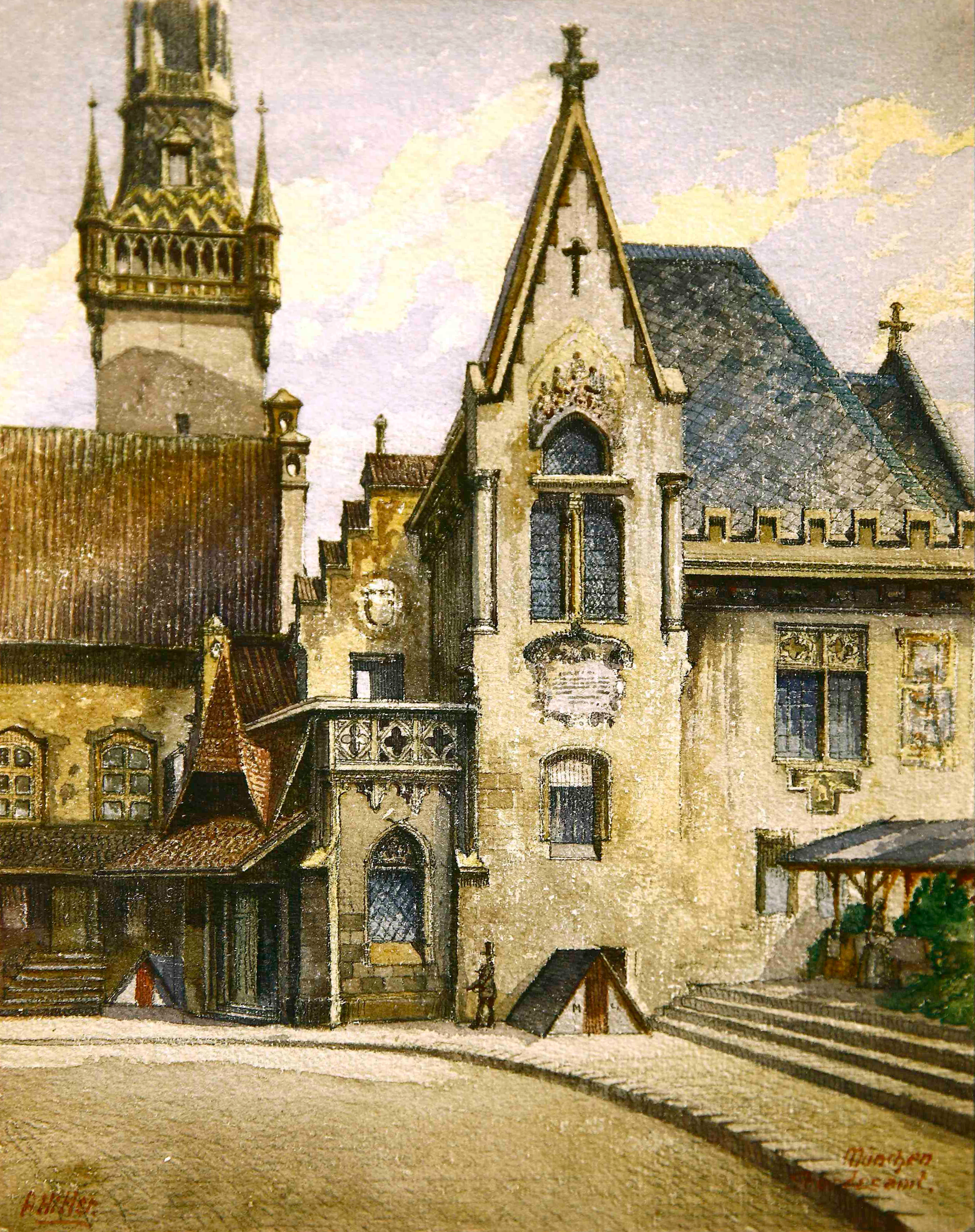
Акварель Гитлера «ЗАГС Мюнхена». 1910

О жизни Гитлера в 1909 году практически нет никакой информации, какое-то время он был бездомным и кочевал по венским ночлежкам. В одной из них Гитлер познакомился с Райнхольдом Ханишем и последовал его совету рисовать почтовые открытки, которые Ханиш продавал. В начале 1910 года Гитлер нашёл постоянное жильё в мужском общежитии в районе Бригиттенау, в котором смог остаться до 1913 года. Доходов от продажи картин (как правило, Гитлер делал копии видов Вены со старых гравюр, которые затем Ханиш продавал гостиницам, багетчикам и т. д.) хватало на оплату комнаты. В августе 1910 года Гитлер заявил в полицейский комиссариат, что Ханиш присвоил себе картину, полученную на продажу. Ханиша арестовали и приговорили к 7 дням тюрьмы, а Гитлер в дальнейшем смог договариваться о заказах через других посредников или сам. В 1911 году по заявлению старшей сестры Гитлера Ангелы (после выхода замуж она взяла фамилию Раубаль) окружной суд Линца присудил Пауле всю сиротскую пенсию, которая до этого делилась пополам между ней и Адольфом, мотивируя это тем, что Гитлер мог содержать себя самостоятельно, а также получал большие суммы от тёти.
Относительно того, когда возникли и как развивались антисемитские взгляды Гитлера, существуют противоречивые свидетельства. Сам он в «Моей борьбе» утверждал, что стал убеждённым антисемитом в Вене, где якобы странствия и жизнь с простыми людьми открыли ему всю глубину засилья евреев. Кубицек в опубликованных в 1953 году мемуарах утверждал, что Гитлер проявлял неприязнь к евреям ещё в годы их знакомства, а также постоянно «бывал на ножах со всеми и испытывал ненависть ко всему, что его окружало». Его биограф Иоахим Фест, опиравшийся на свидетельства Кубицека, предполагает, что антисемитизм Гитлера явился «сфокусированной формой ненависти, бушевавшей до того впотьмах и нашедшей наконец свой объект в еврее». В то же время другой биограф, Бригитта Хаманн в этой части критикует воспоминания Кубицека, указывая, что они, вероятно, являются результатам позднейшей редактуры и противоречат другим данным. Антисемитизма за Гитлером не замечали его знакомые по мужскому общежитию, среди постояльцев которого было и много евреев, евреями были и некоторые постоянные покупатели его картин. В то же время известно, что уже в Вене Гитлер читал антисемитскую публицистику, а у политиков, которыми он в то время восхищался, в первую очередь бургомистра Вены Карла Люгера и лидера пангерманистов Георга фон Шёнерера, антисемитизм занимал ключевое место в программе. В 2011 году Ричард Эванс заключал, что «сейчас историки в целом согласны, что его [Гитлера] одиозный, кровожадный антисемитизм сложился уже после поражения Германии [в Первой мировой войне] как продукт параноидального, предполагавшего „удар ножом в спину“ объяснения катастрофы».
В мае 1913 года в сопровождении безработного продавца Рудольфа Хойслера Гитлер переехал из Вены в Мюнхен и поселился в комнате, которую снял у владельца пошивочной мастерской Йозефа Поппа на Шляйсхаймерштрассе, 34. Здесь он жил до начала Первой мировой войны, работая художником. 29 декабря 1913 года австрийская полиция попросила мюнхенских коллег установить адрес уклониста Гитлера. 19 января 1914 года мюнхенская уголовная полиция доставила его в австрийское консульство. 5 февраля 1914 года Гитлер прошёл в Зальцбурге призывную медкомиссию, которая признала его непригодным к военной службе. Позднее он утверждал, что не хотел служить в одной армии с чехами и евреями, «сражаться» за габсбургское государство, но был готов умереть за германский рейх.

### Солдат Первой мировой войны
Как и многие другие, Адольф Гитлер с энтузиазмом приветствовал начало Первой мировой войны в августе 1914 года. По его собственным словам, 3 августа 1914 года он обратился к королю Людвигу III с прошением, несмотря на австрийское подданство, зачислить его в баварскую армию. Скорее всего в момент наплыва добровольцев на его национальность просто никто не обратил внимания.
16 августа 1914 года Гитлер был зачислен во 2-й пехотный полк и прошёл там базовую подготовку. 1 сентября его перевели во вновь сформированный 16-й резервный пехотный полк, который 8 октября 1914 года присягнул на верность королю Баварии и был тут же отправлен на Западный фронт. 29 октября участвовал в битве на Изере, а с 30 октября по 24 ноября — в битве при Ипре.
1 ноября 1914 года Гитлер получил звание ефрейтора. 9 ноября переведён посыльным в штаб полка. С 25 ноября по 13 декабря участвовал в позиционной войне во Фландрии. 2 декабря 1914 года награждён Железным крестом 2-го класса. С 14 по 24 декабря участвовал в битве во Французской Фландрии, а с 25 декабря 1914 по 9 марта 1915 года — в позиционных боях во Французской Фландрии.

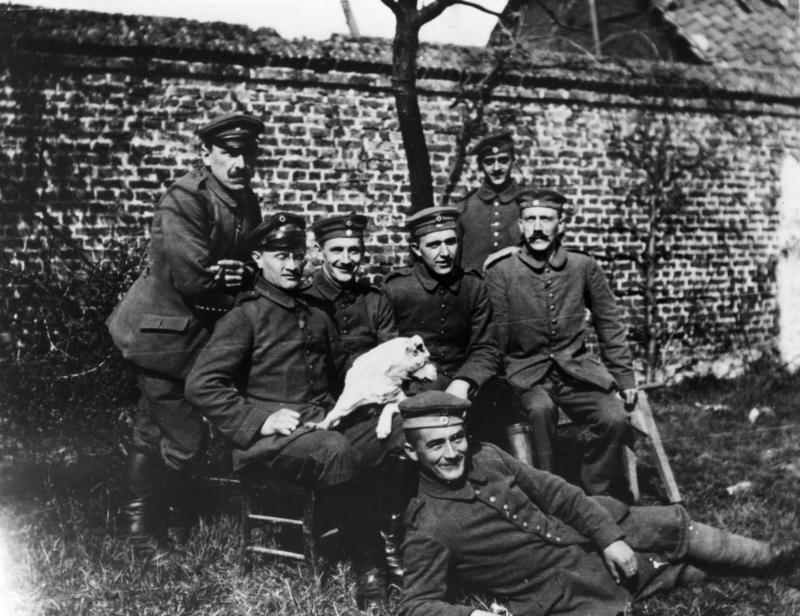
Гитлер (крайний справа) с сослуживцами. 1914

В 1915 году участвовал в битвах под Нев-Шапелем, под Ла Бассе и Аррасом. В 1916 году участвовал в разведывательных и демонстрационных боях 6-й армии в связи с битвой на Сомме, а также в сражении под Фромелем и непосредственно в битве на Сомме. В апреле 1916 года познакомился с Шарлотт Лобжуа. В октябре 1916 года был ранен в левое бедро осколком гранаты под Ле Баргюр в первой битве на Сомме. Попал в лазарет Красного Креста в Белице под Потсдамом. По выходе из госпиталя в марте 1917 года вернулся в свою часть.
В 1917 году — весенняя битва под Аррасом. Участвовал в боях в Артуа, Фландрии, в Верхнем Эльзасе. 17 сентября 1917 года награждён крестом «За военные заслуги» 3-го класса.
В 1918 году участвовал в весеннем наступлении во Франции, в боях под Эврё и Мондидье. 9 мая 1918 года награждён полковым дипломом за выдающуюся храбрость под Фонтане. 18 мая получил нагрудный знак «За ранение» (чёрный). С 27 мая по 13 июня — бои под Суассоном и Реймсом. С 14 июня по 14 июля — позиционные бои между Уазой, Марной и Эной. В период с 15 по 17 июля участвовал в наступательных боях на Марне и в Шампани, а с 18 по 29 июля — в оборонительных боях на Суасонне, Реймсе и Марне. 4 августа 1918 года награждён Железным крестом 1-го класса за доставку на артиллерийские позиции донесения в особо тяжёлых условиях, чем спас немецкую пехоту от обстрела собственной артиллерией. 21—23 августа 1918 года участвовал в битве под Монси-Бапом. 25 августа 1918 года во время отпуска в Нюрнберге получил баварскую медаль за службу III степени. Это была его шестая и последняя награда.
В ночь с 13 на 14 октября 1918 года Гитлер и несколько товарищей стали жертвами газовой атаки, а именно боевого отравляющего вещества, известного как «Жёлтый крест» или в силу специфического запаха горчичный газ. Это привело к временной потере зрения. 21 октября с диагнозом «отравление газом» Гитлер был доставлен в резервный госпиталь в Пазевальке. 19 ноября он выписался из госпиталя и отправился в Мюнхен в резервный батальон 2-го Баварского пехотного полка.
Если судить только по поздним сочинениям Гитлера и пропаганды национал-социалистов, он был одним из самых храбрых героев на передовой Первой мировой войны. Однако Гитлер отнюдь не был той «фронтовой свиньёй», какой он себя изображал. В качестве посыльного его в основном использовали в тылу, за многие километры от передовой. Хотя артиллерийские снаряды иногда попадали и в тыловые штабы, по сравнению со смертельной опасностью в окопах Гитлер пережил войну на относительно безопасной территории. Один из его товарищей сразу заметил разницу после перевода с фронта в штаб. В апреле 1915 года он писал, как хорошо ему там служится с «кружкой пива под тенистым ореховым деревом».
Исследователи по-разному отвечают на вопрос, какой репутацией пользовался Гитлер в армии. Сослуживцы описывали его как «белую ворону», но также и как «безупречного товарища». Доподлинно известно, что некоторые называли его «сумасшедшим австрийцем». По словам товарищей, он не курил и не пил, никогда не говорил о друзьях и семье, не интересовался посещением борделей и часто часами сидел в углу землянки, читая, размышляя или рисуя. Его временный начальник Вильгельм Дисс позже рассказывал, что Гитлер был властным и склонным к спорам.
Национал-социалисты Фриц Видеман и Макс Аман утверждали после 1933 года, что Гитлер сам отказался от повышения по службе, на которое имел полное право, так как был несколько раз ранен и награждён Железным крестом 1-го класса. Более поздняя похвала товарищей Гитлера считается неправдоподобной, поскольку они получили за это должности и деньги.

### Агитатор рейхсвера
Поражение в войне Германской империи и Ноябрьскую революцию 1918 года Гитлер считал порождением предателей, нанёсших «удар ножом в спину» победоносной германской армии. С 4 декабря 1918 года по 25 января 1919 года он и ещё 15 солдат охраняли около тысячи французских и русских военнопленных в лагере близ Траунштайна, которым управляли солдатские советы. 12 февраля его перевели во 2-ю демобилизационную роту в Мюнхене, а 15 февраля избрали одним из уполномоченных полка. В качестве уполномоченного он сотрудничал с отделом пропаганды нового правительства Баварии под руководством Курта Эйснера и должен был обучать своих товарищей демократии. 16 февраля он вместе со своим полком принял участие в демонстрации «Революционного рабочего совета» в Мюнхене, а 26 февраля 1919 года сопровождал похоронную процессию Эйснера, убитого пятью днями ранее.
16 апреля 1919 года Гитлер был избран в солдатский совет батальона после провозглашения 7 апреля Баварской Советской Республики. После насильственного подавления республики в начале мая 1919 года перед военным трибуналом мюнхенского управления рейхсвера он охарактеризовал других членов совета батальона как «худших и самых радикальных агитаторов […] Советской республики» и тем самым способствовал их осуждению, вызвав благосклонность новых властей. Позже он скрывал своё сотрудничество с социалистическими солдатскими советами. Обычно это рассматривается как оппортунизм или свидетельство того, что Гитлер до этого момента ещё не был ярко выраженным антисемитом. В отличие от других членов своего полка, он не присоединился ни к одному из фрайкоров, созданных против Советской республики.
В мае 1919 года Гитлер познакомился с капитаном Карлом Майром, главой «разведывательного отдела» 4-й группы войск рейхсвера. Возможно, вскоре после этого он был завербован в качестве информатора. По рекомендации начальства летом 1919 года он дважды посещал в Мюнхенском университете «антибольшевистские образовательные курсы» для «пропаганды в войсках». Лекции читали преподаватели, которые придерживались националистических, пангерманских и антисемитских взглядов, такие как Карл Александр фон Мюллер, открывший ораторский талант Гитлера, и Готфрид Федер, придумавший лозунг «ликвидировать процентное рабство». Благодаря Федеру, как писал позднее Гитлер, он нашёл «путь к одной из важнейших предпосылок к основанию новой партии».
В этот период он ещё собирался заняться изучением искусствоведения и даже отдал несколько своих ранних работ на оценку видному художнику Максу Цеперу. Тот передал картины на заключение профессору Фердинанду Штегеру, который констатировал «…совершенно незаурядный талант». Однако его всё больше увлекала политика.
С 22 июля 1919 года в составе «просветительской группы» мюнхенского гарнизона Гитлер должен был вести пропагандистское перевоспитание солдат, якобы «заражённых» большевизмом и спартакизмом, в лагере рейхсвера в Лехфельде. Он оказался ярким и темпераментным оратором и привлекал к себе внимание слушателей. Весной или осенью 1919 года Майр познакомил Гитлера с Эрнстом Рёмом, соучредителем тайного ультраправого офицерского союза «Железный кулак».

### Создание НСДАП

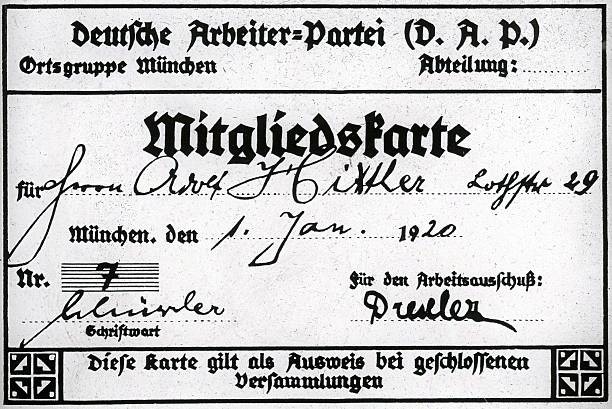
Членская карточка Гитлера DAP с поддельным номером 7. 1 января 1920

Информаторы Майра должны были следить за новыми политическими партиями и группами в Мюнхене. С этой целью 12 сентября 1919 года Гитлер впервые посетил собрание Немецкой рабочей партии (DAP), основанной в начале 1919 года слесарем Антоном Дрекслером и спортивным журналистом Карлом Харрером. Во время дебатов он решительно выступил против независимости Баварии. Антон Дрекслер был покорён его красноречием и предложил ему вступить в партию.
16 сентября Майр поручил Гитлеру написать «экспертное заключение об антисемитизме» для Адольфа Гемлиха, участника пропагандистских курсов. В своём заключении Гитлер подчеркнул, что иудаизм — это раса, а не религия. «Для еврея религия, социализм, демократия […] являются лишь средствами для достижения цели, удовлетворения жажды денег и власти. Его деяния оборачиваются по своим последствиям расовым туберкулёзом народов». Поэтому «антисемитизм разума» должен систематически и законно побороть и ликвидировать еврейские привилегии. «Его конечной целью должно быть полное устранение евреев. То и другое способно совершить только правительство национальной силы».
В октябре 1919 года Гитлер вступил в Немецкую рабочую партию. Он сразу взял на себя руководство пропагандой и вскоре стал определять деятельность всей партии. Большое влияние на него оказал народнический писатель Дитрих Эккарт. Гитлер позаимствовал у него теорию заговора мирового еврейства, которое стояло как за крупным капиталом США, так и за большевизмом. Эккарт познакомил Гитлера с богатыми поклонницами, которые стали его щедрыми и преданными финансистками, такими как Елена Бехштейн, жена известного берлинского производителя пианино и роялей, или Эльза Брукман, жена известного мюнхенского издателя Гуго Брукмана.
24 февраля 1920 года Гитлер организовал в пивном зале «Хофбройхаус» первое массовое собрание DAP и провозгласил партийную программу «25 пунктов». Написанная Гитлером, Дрекслером и Федером программа представляла собой смесь националистических, антисемитских, ревизионистских идей, распространённых в пангерманском движении, и откровенной демагогии. В тот же день по предложению Гитлера Немецкая рабочая партия была переименована в Национал-социалистическую немецкую рабочую партию.
1 апреля 1920 года Гитлер уволился из рейхсвера. Он смог жить на свои гонорары за выступления, на которые в то время собирались от 1200 до 2500 слушателей. В программной речи «Почему мы антисемиты?» 13 августа 1920 года Гитлер впервые более подробно изложил свою идеологию. По его словам, все евреи неспособны к конструктивной работе из-за их якобы неизменного расового характера. В сущности они паразиты и сделают все, чтобы завоевать мировое господство, включая, как он утверждал, смешение рас, оболванивание людей с помощью искусства и прессы, разжигания классовой борьбы и даже торговли женщинами. Тем самым он сделал расистский антисемитизм главной особенностью программы НСДАП.
В июле 1921 года в руководстве НСДАП произошёл конфликт: Гитлер, желавший диктаторских полномочий в партии, был возмущён переговорами с другими группировками, проходившими без его участия, когда он был в Берлине. 11 июля он объявил о своём выходе из НСДАП. Поскольку Гитлер на тот момент был наиболее активным публичным политиком и самым успешным оратором партии, другие руководители были вынуждены просить его о возвращении. Гитлер вернулся в партию и 29 июля был избран её председателем с неограниченной властью. Дрекслеру был оставлен пост почётного председателя без реальных полномочий, но его роль в НСДАП с того момента сильно уменьшилась.
14 сентября 1921 года Гитлер и его приспешники жестоко сорвали мероприятие, организованное сепаратистской Баварской лигой в мюнхенском Лёвенбройкеллере. Её основатель Отто Баллерстедт был тяжело ранен. 12 января 1922 года суд приговорил Гитлера к трём месяцам тюремного заключения за нарушение общественного порядка и нанесение телесных повреждений. Он отсидел месяц в мюнхенской тюрьме Штадельхайм и вышел на свободу 4 августа 1922 года; оставшийся срок был объявлен до 1926 года условным. Баллерстед был убит в 1934 году в ходе акции «Ночь длинных ножей».

### Попытка переворота

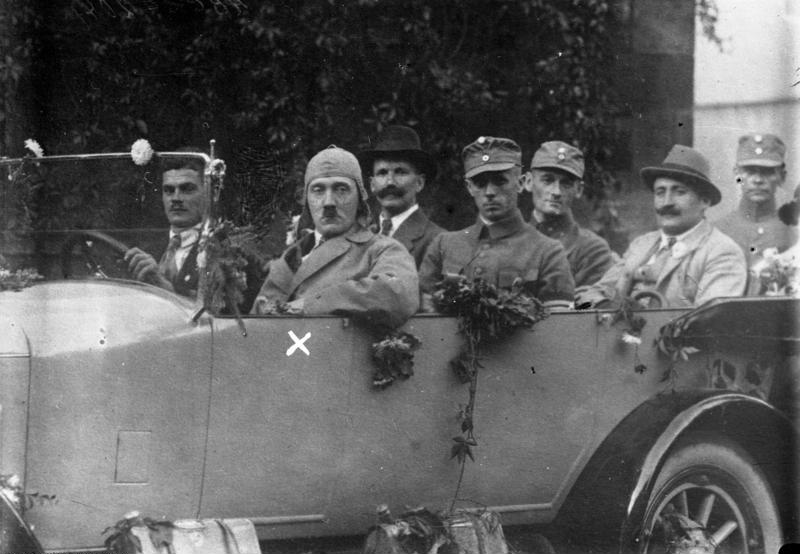
Гитлер во время пропагандистского турне. Бавария, 1923

К 1923 году НСДАП стала одной из наиболее влиятельных и авторитетных политических организаций в Баварии. Гитлер превратился в заметную политическую фигуру. По оценкам полиции, летом 1923 года его партия могла опираться на 35 тыс. сторонников в Мюнхене и 150 тыс. в земле Бавария.
В январе 1923 года в Германии разразился кризис, причиной которого была французская оккупация Рура. Правительство во главе с беспартийным рейхсканцлером Вильгельмом Куно призвало немцев к пассивному сопротивлению, приведшему к большому экономическому ущербу. Новое правительство во главе с рейхсканцлером Густавом Штреземаном 26 сентября 1923 года было вынуждено принять все требования Франции, и в результате подвергалось нападкам и со стороны правых, и со стороны коммунистов. Предвидя это, Штреземан добился введения президентом Эбертом чрезвычайного положения в стране с 26 сентября 1923 года.
Консервативный баварский кабинет министров 26 сентября объявил о введении на территории земли чрезвычайного положения и назначил правого монархиста Густава фон Кара комиссаром земли Бавария, наделив его диктаторскими полномочиями. Власть в Баварии была сосредоточена в руках триумвирата: фон Кара, командующего силами рейхсвера в Баварии генерала Отто фон Лоссова и начальника баварской полиции Ханса фон Зайсера. Фон Кар отказался признать, что введённое в Германии президентом чрезвычайное положение действительно в отношении Баварии, и не стал исполнять ряд приказаний Берлина, в частности — арестовать трёх популярных лидеров вооружённых формирований и закрыть печатный орган НСДАП Völkischer Beobachter.
Гитлера вдохновлял пример похода на Рим Муссолини, он надеялся повторить нечто подобное и обратился к Кару и Лоссову с предложением предпринять марш на Берлин. Кар, Лоссов и Зайсер не были заинтересованы в проведении бессмысленной акции и 6 ноября проинформировали «Немецкий союз борьбы», в котором Гитлер был ведущей политической фигурой, что сами примут решение о своих действиях. Гитлер воспринял это как сигнал, что следует брать инициативу в свои руки. Он решил взять в заложники фон Кара и вынудить его поддержать поход.

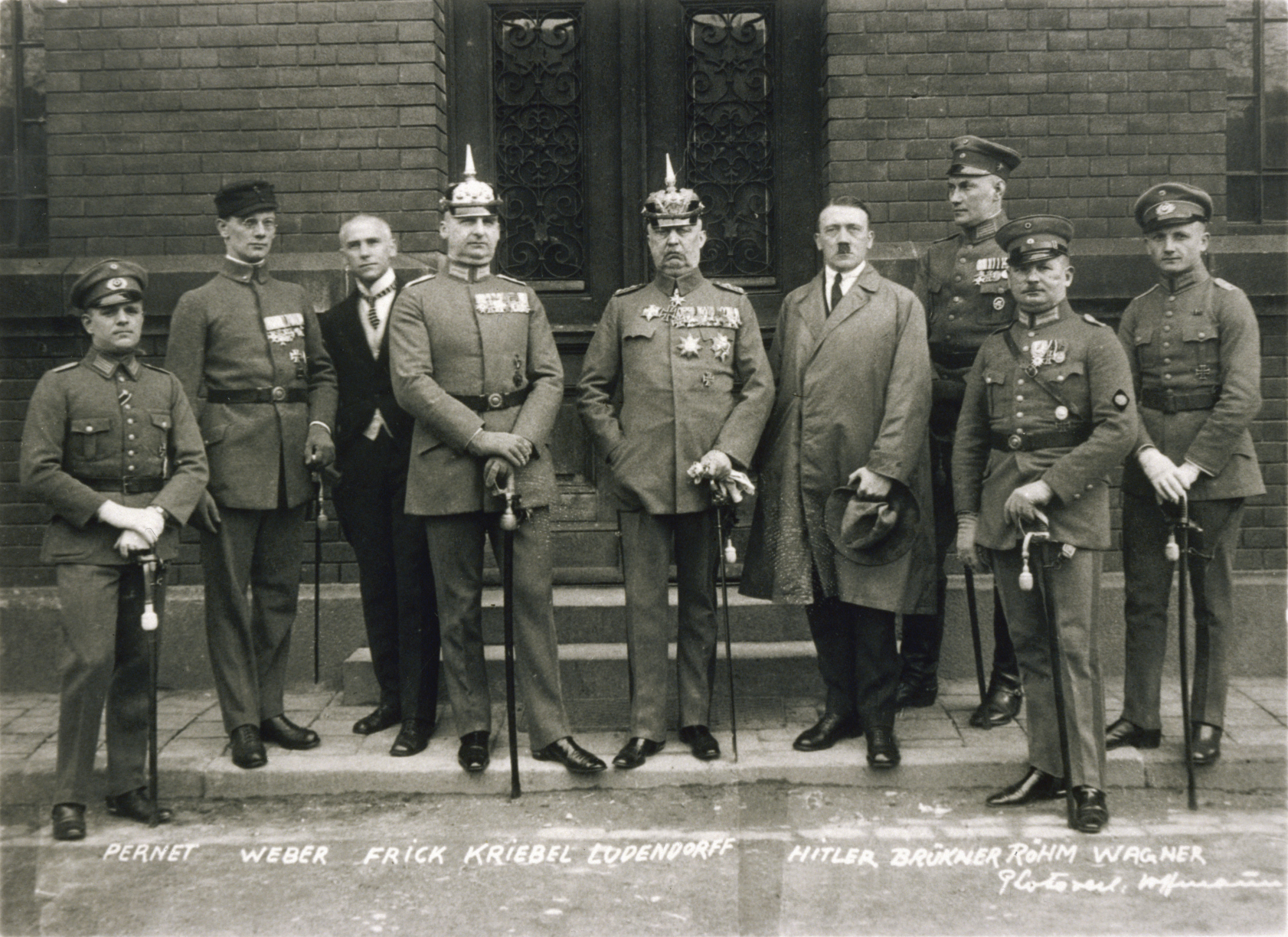
По завершении судебного процесса. Мюнхен, 1 апреля 1924

8 ноября 1923 года около 9 часов вечера Гитлер во главе вооружённых штурмовиков явился в мюнхенскую пивную «Бюргербройкеллер», где проходил митинг с участием Кара, Лоссова и Зайсера, и объявил о «свержении правительства предателей в Берлине». Затем в пивную был доставлен Эрих Людендорф, поддержавший путч. Однако вскоре баварским лидерам удалось покинуть пивную, после чего Кар издал прокламацию о роспуске НСДАП и штурмовых отрядов. Штурмовики под командованием Рёма заняли здание штаб-квартиры сухопутных сил в военном министерстве; там они, в свою очередь, были окружены солдатами рейхсвера.
Утром 9 ноября Гитлер и Людендорф во главе 3-тысячной колонны штурмовиков и сторонников двинулись к министерству обороны, однако на Резиденцштрассе путь им преградил отряд полиции, открывший огонь. Унося убитых и раненых, нацисты и их сторонники покинули улицы. В историю Германии этот эпизод вошёл под названием «пивной путч».
В феврале — марте 1924 года состоялся процесс над руководителями путча. На скамье подсудимых оказались лишь Гитлер и несколько его сподвижников. Суд приговорил Гитлера за государственную измену к 5 годам заключения и штрафу размером в 200 золотых марок.
Во время заключения в отдельном крыле тюрьмы города Ландсберг-ам-Лех Гитлер пользовался различными привилегиями; он был в тесном контакте с сокамерниками, ему разрешалось принимать многочисленных посетителей и вести с ними конфиденциальные беседы. Посетители называли его камеру «лавкой деликатесов» из-за большого количества различной снеди.
Прокурор Людвиг Штенгляйн возражал против досрочного освобождения Гитлера, полагая, что в будущем не стоит ожидать от него отказа от крамольных намерений из-за нарушений условий содержания в тюрьме (контрабанда писем, написание «Майн кампф» и т. д.). Однако, проведя менее девяти месяцев в заключении, 20 декабря 1924 года Гитлер был условно-досрочно освобождён из тюрьмы за хорошее поведение.
Вплоть до суда Гитлер считал себя скорее «барабанщиком» народного движения, который должен был расчистить путь другому «спасителю Германии», такому как Людендорф. Та сцена, которую предлагал ему суд, теперь позволяла ему взять на себя новую, ведущую роль. Благодаря отчётам о судебном процессе он стал известен в Германии как самый радикальный националистический политик. Его последователи видели в нём героя и мученика за национальную идею. Это укрепило его положение в НСДАП и репутацию среди других националистов. Из-за этого одобрения, пропагандистского успеха его защиты, его размышлений при написании «Майн кампф» и распада НСДАП во время его заключения Гитлер увидел себя в роли великого лидера и спасителя Германии, на которого многие возлагали большие надежды. После своего освобождения из заключения он хотел возродить НСДАП как слаженно организованную лидерскую партию, независимую от других партий.

### Идеология
Во время тюремного заключения Гитлер практически без посторонней помощи написал первую часть своего программного труда «Майн кампф». В нём он развил свой расовый антисемитизм, который у него проявлялся с лета 1919 года, с политической целью «полного уничтожения евреев». Центральной идеей была расовая борьба, которая определяет историю человечества и в которой неизбежно торжествует «право сильнейшего». Ссылаясь на расовую идеологию Ханса Ф. К. Гюнтера, Гитлер понимал «большие несмешанные группы нордически-германских народов» в «немецком национальном теле» как самую сильную расу, предназначенную для мирового господства. В евреях он видел всемирно-исторического смертельного врага арийцев: они также стремились к мировому господству, и поэтому с ними должна была произойти апокалиптическая финальная битва. Поскольку у них не было собственной власти и нации, они пытались уничтожить все остальные расы как «паразиты на теле других народов». Так как это стремление присуще их расе, арийцы способны сохранить свою расу, только уничтожив евреев. В последней главе второго тома «Майн кампф» он писал о немецких евреях:

Если бы в начале или в ходе войны хоть раз 12—15 тысяч этих евреев, развратителей народов, подвергли воздействию ядовитых газов, от которых сотни тысяч наших лучших немецких тружеников разного происхождения и разных профессий пострадали на фронте, жертва миллионов людей не была бы напрасной. Наоборот, если бы мы своевременно избавились от этих двенадцати тысяч мошенников, может быть, удалось бы спасти миллион жизней добрых и храбрых немцев, перед которыми открылись бы широкие перспективы.
Это доказывает готовность Гитлера совершить геноцид, а не просто его планирование.
Программное завоевание жизненного пространства на Востоке было направлено на уничтожение «еврейского большевизма», как Гитлер называл систему Советского Союза, и на «безжалостную германизацию» восточноевропейских территорий. Имелось в виду заселение немцев и изгнание, истребление или порабощение местного населения. Он категорически отверг культурно-языковую ассимиляцию как «бастардизацию» и в конечном счёте самоуничтожение собственной расы. При этом, по словам историка Яна Кершоу, он «навёл прочный интеллектуальный мост между „истреблением евреев“ и войной против России, направленной на приобретение „жизненного пространства“». На этой идеологической основе Восточная Европа до Урала подлежала насильственному освоению «в качестве дополнительной и заселённой территории» для национал-социалистического германского рейха. Гитлеровская идея «жизненного пространства» основывалась на теории Карла Хаусхофера о геополитике и превзошла её, так как Гитлер провозгласил завоевание Восточной Европы главной целью войны НСДАП и средством для прочной экономической автаркии и гегемонии Германии в полностью реорганизованной Европе.
Первый том «Майн кампф» был опубликован в июле 1925 года, а второй — в декабре 1926 года.
В 1928 году Гитлер написал вторую книгу, которую он не стал публиковать, посчитав, что она раскрывает его внешнеполитические цели. С 1935 года рукопись хранилась в специальном бомбоубежище и в 1945 году была обнаружена там американским офицером. Первое издание на немецком языке состоялось в 1961 году.

### Восстановление НСДАП

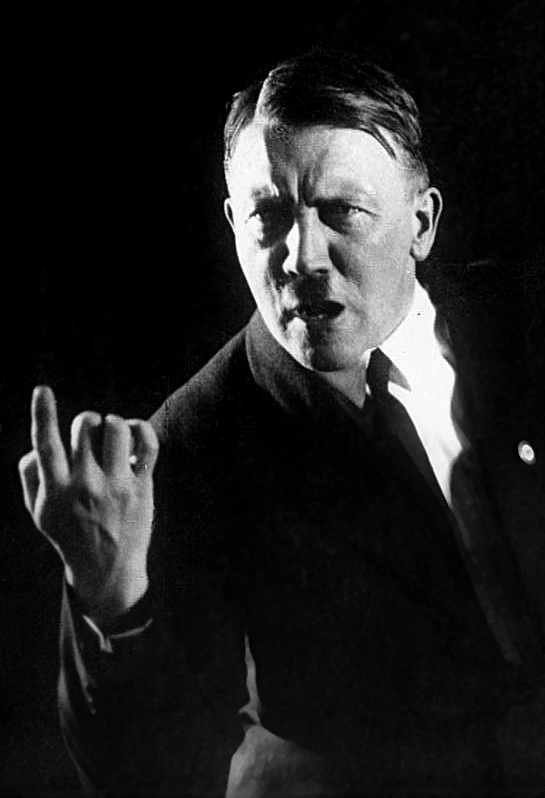
Гитлер в типичной позе оратора. 1927

После запрета НСДАП национал-социалистическое движение раскололось на несколько конкурирующих организаций и партий. Гитлеру пришлось практически начинать всё с нуля. 4 января 1925 года он пообещал премьер-министру Баварии Генриху Хельду, что будет заниматься политикой только в рамках закона и помогать правительству бороться с коммунизмом. В результате 16 февраля 1925 года Хельд отменил запрет НСДАП. В редакционной статье в Völkischer Beobachter от 26 февраля Гитлер объявил о восстановлении НСДАП под своим руководством. Все старые члены партии должны были подать заявление на получение нового членского билета. Сам Гитлер получил членский номер 1. В то же время он призвал к единству народнического движения в борьбе против иудаизма и марксизма, но не против католицизма, который был силён в Баварии. При этом он дистанцировался от Людендорфа, который 12 февраля ушёл с поста президента Национал-социалистического движения за свободу и тем самым инициировал его роспуск. Гитлеру удалось убедить мелкие конкурирующие группировки, возникшие во время запрета НСДАП, присоединиться к его партии. Он разрешил СА только как вспомогательную силу НСДАП, а не как независимую военизированную организацию, и в результате Эрнст Рём отказался от её руководства.
У Гитлера был чёрный «мерседес», собственный шофёр и телохранитель, с которым он ездил на свои выступления. С тех пор он инсценировал их до мельчайших деталей, выбирая время своего прибытия, вход в зал, трибуну оратора, свою одежду для предполагаемого эффекта и репетируя свою риторику и мимику. На партийных собраниях он носил светло-коричневую форму с повязкой со свастикой, поясом, кожаным ремешком через правое плечо и кожаными сапогами до колен. На выступлениях перед большой аудиторией он носил чёрный костюм с белой рубашкой и галстуком, «когда казалось уместным […] представить менее воинственного, более респектабельного Гитлера». В своём поношенном синем костюме, плаще, фетровой шляпе и с собачьей плёткой в руках он производил впечатление «эксцентричного гангстера». В свободное время он любил носить традиционные баварские кожаные штаны. В разгар лета, боясь насмешек, избегал показываться в плавках.
7 апреля 1925 года Гитлер официально отказался от австрийского гражданства, но гражданином Германии так и не стал: около семи лет у него был статус человека без гражданства.
В апреле 1925 года Гитлер основал СС, личный «охранный отряд», который подчинялся партии и со съезда НСДАП в 1926 году входил в состав СА. Он успешно руководил расширением НСДАП по всей Германии, основав новые местные и региональные группы, в которых назначил «гауляйтеров». Региональные запреты на выступления почти не мешали этой работе. В марте 1925 года он поручил Грегору Штрассеру создать отделения НСДАП в Северной и Западной Германии. Штрассер сформировал там к сентябрю 1925 года своё партийное крыло, которое, в отличие от мюнхенской штаб-квартиры, выступало за более социалистические цели, социал-революционный курс и внешнеполитическое сотрудничество с Советским Союзом. В проекте новой партийной программы Штрассер призывал к земельной реформе, экспроприации акционерных обществ, а также к участию НСДАП в референдуме об экспроприации князей. Гитлер сначала не противодействовал ему, но убедил сторонника Штрассера Йозефа Геббельса поддержать свой курс и руководящую роль. В феврале 1926 года ему удалось убедить крыло Штрассера отвергнуть новый проект программы и, следовательно, требование экспроприации как формы «еврейской системы эксплуатации». Гитлер запретил любое обсуждение программы партии.
В июле 1926 года на втором съезде НСДАП в Веймаре было принято решение о возрождении молодёжной секции, которая получила название «Гитлерюгенд». На этом же съезде НСДАП ввела гитлеровское приветствие, сделав культ Гитлера своей главной особенностью. В то время Гитлер доминировал в партии так же, как и с 1933 года, сначала допуская споры и соперничество, а затем единолично принимая решение. Таким образом, личные связи с «фюрером» стали решающими для достижения влияния в партии, и Гитлер в НСДАП стал почти непререкаемым авторитетом.

### На пути к власти

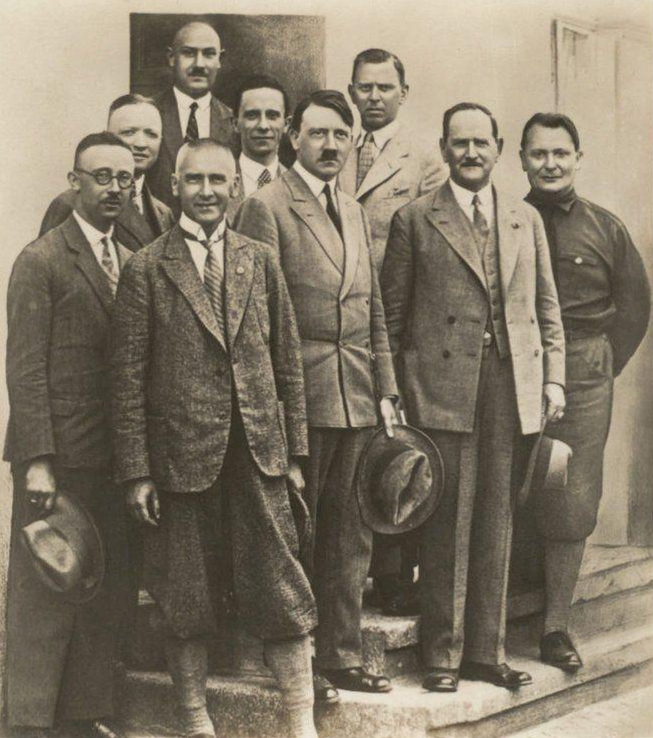
На совещании руководителей НСДАП. Бад-Эльстер, 22 июня 1930

Пообещав действовать в рамках закона, Гитлер хотел победить и подорвать демократию её же оружием. НСДАП должна была легальным путём войти в парламенты и продвигать там свои идеи. Кроме того, СА должна была привлечь внимание общественности к партии и её лидеру зрелищными маршами, уличными боями и беспорядками, одновременно вскрыв слабые стороны демократического строя. Для этого НСДАП использовала совершенно новые тогда методы рекламы и массового воздействия. Основой успеха была риторика Гитлера. Он затрагивал актуальные политические темы, чтобы регулярно и конкретно говорить о «вине ноябрьских преступников 1918 года», их «ударе в спину», «большевистской опасности», «версальском позоре», «парламентском безумии». А «корнем всех зол» были для него, естественно, евреи. Своей кампанией в Руре и брошюрой «Путь к возрождению» Гитлер пытался заручиться поддержкой рурских промышленников. Однако в 1928 году на выборах в рейхстаг НСДАП осталась «незначительной, хотя и громкой партией» с 2,6 % голосов. До 1929 года стабилизация экономической ситуации и экономический бум («золотые двадцатые») практически не давали радикальным партиям отправных точек для их агитации.
В результате мирового экономического кризиса, начавшегося в 1929 году, 27 марта 1930 года в Германии распалась Веймарская коалиция. 14 сентября 1930 года на выборах в рейхстаг НСДАП увеличила свою долю голосов до 18,3 %, а число депутатов с 12 до 107. Как вторая по силе партия она стала весомым фактором в немецкой политике. Рейхсканцлер Генрих Брюнинг попытался склонить Гитлера к сотрудничеству и предложил ему участие в правительстве, как только он, Брюнинг, решит вопрос о репарациях. Гитлер отказался, поэтому Брюнингу пришлось смириться с тем, что социал-демократы терпели его кабинет меньшинства.
В августе 1930 года после отставки верховного фюрера СА Франца фон Пфеффера Гитлер временно занял его должность, но уже в январе 1931 года передал бразды правления своему старому соратнику Эрнсту Рёму.
С 1931 года рейхспрезидент Пауль фон Гинденбург был «практически завален» обращениями и петициями с предложением назначить Гитлера на пост рейхсканцлера. 10 октября 1931 года, за день до встречи Гарцбургского фронта, он пригласил Гитлера и Германа Геринга на первую аудиенцию. По словам биографа Гитлера Конрада Гейдена, вместо того чтобы отвечать на вопросы, Гитлер произносил монологи, и Гинденбург якобы сказал потом Курту фон Шлейхеру, что «богемский ефрейтор» (Гинденбург, вероятно, перепутал австрийский Браунау с чешским городом Броумовым) мог бы стать «в лучшем случае министром почты». Гитлер произвёл на него впечатление, но не убедил в своей пригодности на пост рейхсканцлера.

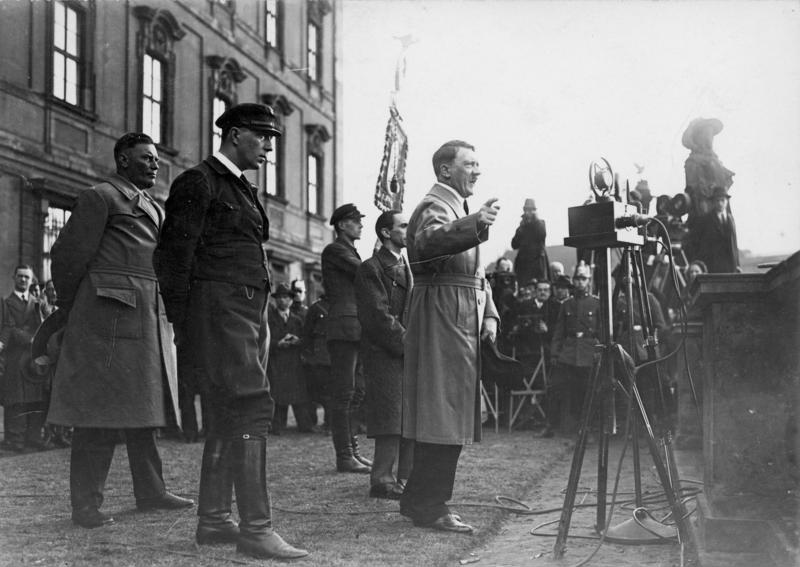
Во время избирательной кампании. Берлин, 4 апреля 1932

В феврале 1932 года Гитлер принял решение выдвинуть свою кандидатуру на выборах рейхспрезидента. 25 февраля министр внутренних дел Брауншвейга назначил его на должность атташе при представительстве Брауншвейга в Берлине. Это не накладывало на Гитлера никаких должностных обязанностей, но автоматически давало немецкое гражданство и позволяло участвовать в выборах. Гитлер брал уроки ораторского искусства и актёрского мастерства у оперного певца Пауля Дефринта, нацисты организовали грандиозную пропагандистскую кампанию. Гитлер стал первым немецким политиком, который совершал предвыборные поездки на самолёте. В первом туре 13 марта Гинденбург набрал 49,6 % голосов, а Гитлер занял второе место с 30,1 %. 10 апреля во втором туре выборов Гинденбург набрал 53 %, а Гитлер — 36,8 %. Третье место оба раза занял коммунист Тельман.
29 мая 1932 года переизбранный Гинденбург отправил Брюнинга в отставку, назначил Франца фон Папена новым рейхсканцлером и 4 июня 1932 года распустил рейхстаг. На состоявшихся 31 июля выборах НСДАП одержала уверенную победу, набрав 37,4 % голосов и получив 230 мест против предыдущих 107. Второе место заняли социал-демократы — 21,6 % и 133 места в рейхстаге. Гитлер претендовал на пост рейхсканцлера. 12 сентября Гинденбург распустил рейхстаг в результате недовольства его чрезвычайными декретами. 6 ноября 1932 года снова состоялись внеочередные выборы в рейхстаг. На этот раз НСДАП потеряла два миллиона голосов, набрав 33,1 % и получив 196 мест против предыдущих 230, но оставалась самой сильной партией.
Во избежание риска гражданской войны и возможного поражения рейхсвера в столкновении с военизированными формированиями СА и КПГ 3 декабря 1932 года Гинденбург назначил Курта фон Шлейхера рейхсканцлером. Шлейхер был военным министром при фон Папене и, по-видимому, представлял более дружественный по отношению к рабочим курс. Он попытался расколоть НСДАП с помощью стратегии «третьего пути»: в декабре 1932 года Грегор Штрассер был готов принять предложение Шлейхера участвовать в правительстве, стать вице-канцлером и таким образом обойти Гитлера, который со слезами и угрозами самоубийства отстоял свою руководящую роль в НСДАП и свои претензии на пост рейхсканцлера. Это означало, что консервативные советники Гинденбурга потерпели неудачу в попытке вовлечь НСДАП в правительство, не предоставив Гитлеру пост рейхсканцлера.
Встреча Гитлера с фон Папеном в доме банкира Шрёдера 4 января 1933 года послужила первым шагом на пути создания диктатуры Третьего рейха. Гитлер предложил фон Папену пост вице-канцлера, а Немецкой национальной народной партии — ключевые министерства. Фон Папен и Гинденбург по-прежнему считали, что в правительстве, в котором большинство составляют консервативные министры, они смогут «окружить» и «укротить» рейхсканцлера Гитлера. Их союз с Гитлером изолировал правительство Шлейхера. После того как генерал Вернер фон Бломберг согласился стать новым военным министром в будущем правительстве Гитлера, Шлейхер полностью потерял поддержку рейхсвера и тем самым свою дееспособность. Однако Гинденбург отклонил его предложение провести новые выборы, и 28 января 1933 года Шлейхер подал в отставку. Гитлер, Папен и Гинденбург тем временем согласовали состав правительства. Это позволило назначить Гитлера рейхсканцлером.

### Рейхсканцлер и глава государства

#### Захват власти
30 января 1933 года Гинденбург принял отставку Шлейхера и, поддавшись уговорам своих советников, а также ведущих представителей деловых и политических кругов, назначил Гитлера рейхсканцлером. В кабинет «национальной концентрации» вошли три члена НСДАП — сам Гитлер, министр внутренних дел Вильгельм Фрик и министр без портфеля Герман Геринг.
Став рейхсканцлером, Гитлер ещё не получил безграничной власти над страной. Во-первых, законы в Германии мог принимать только рейхстаг, а партия Гитлера не имела в нём необходимого большинства голосов. Во-вторых, в самой партии существовала оппозиция Гитлеру в лице штурмовиков и их лидера Эрнста Рёма. И наконец в-третьих, главой государства являлся рейхспрезидент, а рейхсканцлер был всего лишь главой кабинета министров. Однако за полтора года Гитлер устранил все эти препятствия и стал неограниченным диктатором.

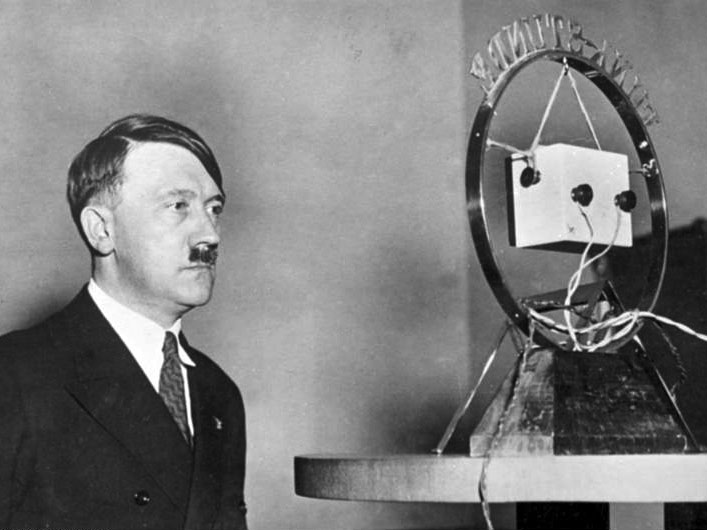
Гитлер у микрофона. 1 февраля 1933

Свои планы Гитлер откровенно изложил уже 3 февраля 1933 года в речи перед главнокомандующими сухопутными войсками и военно-морскими силами во время посещения генерал-лейтенанта барона Гаммерштейн-Экворда. Он говорил о необходимости «уничтожить марксизм с корнем», об «устранении раковой опухоли — демократии», о введении всеобщей воинской повинности, о «захвате нового жизненного пространства на Востоке и его беспощадной германизации».
20 февраля 1933 года Гитлер тайно встретился с 25 промышленниками, чтобы попросить денег на предвыборную агитацию к мартовским выборам в рейхстаг. На встрече было заявлено, что следующие выборы в Германии будут «последними», а промышленники пожертвовали на предвыборную кампанию НСДАП более 2 млн рейхсмарок.
27 февраля — менее чем через месяц после назначения Гитлера канцлером — произошёл пожар в здании парламента — Рейхстаге. По официальной версии, поджог совершил голландский коммунист Маринус ван дер Люббе, схваченный во время тушения пожара. Обстоятельства остаются нераскрытыми до сих пор.
Гитлер объявил о заговоре Коммунистической партии с целью захвата власти, и уже на следующий день после пожара Гинденбург подписал два декрета — «О защите народа и государства» и «Против предательства немецкого народа и происков изменников родины», подготовленных новым правительством. Декрет «О защите народа и государства» отменял семь статей конституции, ограничивал свободу слова, прессы, собраний и митингов; разрешал просмотр корреспонденции и прослушивание телефонов, а также предусматривал заключение без суда и следствия под «защитный арест». В результате тысячи противников НСДАП были арестованы и отправлены в концлагеря. Это был решающий шаг на пути к диктатуре, означавший конец Веймарской республики. После этого были объявлены новые выборы в рейхстаг.

Устранил ли этот марксизм нищету там, где он одержал стопроцентную победу, там, где он царит реально и безраздельно, в России? Действительность говорит здесь прямо-таки потрясающим языком. Миллионы людей умерли от голода в стране, которая могла бы стать житницей для всего мира… Они говорят «братство». Знаем мы это братство. Сотни тысяч, и даже миллионы людей были убиты во имя этого братства и вследствие великого счастья <…> Ещё они говорят, будто превзошли тем самым капитализм… Капиталистический мир должен давать им кредиты, поставлять машины и оснащать фабрики, предоставлять в их распоряжение инженеров и десятников — всё это должен делать этот другой мир. Они не в силах это оспаривать. А систему труда на лесозаготовках в Сибири я мог бы рекомендовать хотя бы на недельку тем, кто грезит об осуществлении этого строя в Германии.

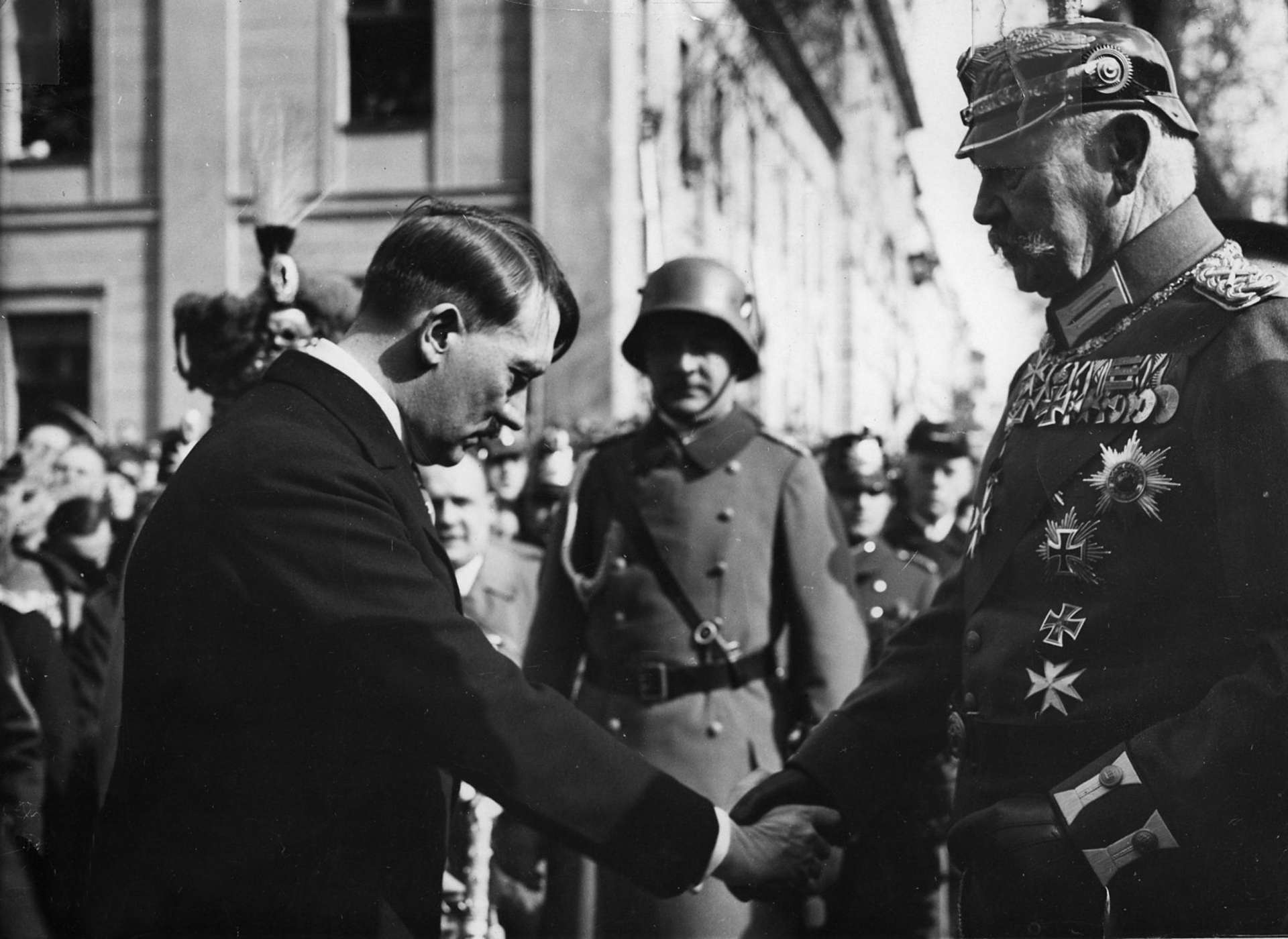
«День Потсдама» — торжественная церемония по случаю созыва нового рейхстага. 21 марта 1933

На состоявшихся 5 марта выборах в рейхстаг НСДАП получила 43,9 % голосов и 288 мест. Это были блестящие, по сравнению с предыдущими выборами, результаты. Но национал-социалисты большинства в парламенте так и не получили, и для сохранения правительства Гитлер был вынужден поддержать коалицию с Немецкой национальной народной партией. Социал-демократы потеряли всего одно место, коммунисты — 19 мест. 8 марта специальным постановлением была запрещена Коммунистическая партия Германии, а мандаты, которые должны были по итогам выборов достаться депутатам-коммунистам (81 мандат), аннулированы. Кроме того, 26 депутатов от СДПГ были арестованы или бежали из страны. 24 марта 1933 года новый рейхстаг принял Закон о чрезвычайных полномочиях. Согласно этому закону, правительству во главе с рейхсканцлером предоставлялись полномочия по изданию государственных законов (раньше это мог делать только рейхстаг), а в Статье 2 указывалось, что издаваемые таким образом законы могут содержать отступления от конституции. 22 июня 1933 года была запрещена Социал-демократическая партия Германии как враждебная государству и народу.
30 июня 1934 года в ходе акции «Ночь длинных ножей» по приказу Гитлера СС устранили руководство штурмовых отрядов СА и некоторых неугодных политиков. Были убиты около 200 человек, среди них и лидер штурмовиков Эрнст Рём. При этом некоторые жертвы не имели никакого отношения к СА, в частности предшественник Гитлера на посту рейхсканцлера Курт фон Шлейхер и его жена. 20 июля 1934 года СС были выведены из партийной системы и подчинены лично Гитлеру, им было разрешено сформировать части специального назначения.
2 августа 1934 года возрасте 86 лет скончался рейхспрезидент Гинденбург. В соответствии с законом, принятым кабинетом министров за день до его смерти, функции президента и канцлера совмещались в одном лице, и Гитлер принял на себя полномочия главы государства и верховного главнокомандующего вооружёнными силами. Министр рейхсвера фон Бломберг по собственной инициативе объявил, что солдаты вермахта присягнут новому верховному главнокомандующему. До сих пор солдаты присягали на верность Веймарской конституции. 2 августа был издан декрет, упразднивший титул рейхспрезидента, так как он «неразрывно связан» с именем Гинденбурга. Отныне Гитлера следовало называть «фюрером и рейхсканцлером». 19 августа был проведён референдум, на котором объединение должностей получило одобрение 89,9 % электората. Тем не менее результат голосования разочаровал национал-социалистическое руководство, так как в его глазах он оказался недостаточно впечатляющим.
Заседания кабинета министров все больше теряли своё значение. Министры собирались 12 раз в 1935 году, 6 раз в 1937 году и в последний раз 5 февраля 1938 года. До 1935 года Гитлер соблюдал достаточно строгий распорядок дня: с 10 часов утра совещания с Гансом Генрихом Ламмерсом, Отто Мейснером, Вальтером Функом и различными министрами, обед в 13 или 14 часов, а затем совещания с военными или советниками по внешней политике или предпочтительно с Альбертом Шпеером об архитектурных планах. Постепенно Гитлер отошёл от этого распорядка дня и возобновил свой прежний богемный образ жизни. Таким образом, он затруднил своим адъютантам получение решений от него как главы государства.

#### Внутренняя политика
В первые годы правления Гитлера резко сократилась безработица. При этом решающую роль сыграла реализация вдохновлённой кейнсианством программы Рейнхардта со значительным финансовым объёмом в 1,5 млрд рейхсмарок. В то время как в феврале 1933 года в Германии были официально зарегистрированы более 6 млн безработных, в июне 1934 года правительство Гитлера смогло объявить о сокращении их численности до 2,5 млн. В январе 1935 года их было 2,9 млн, в конце августа 1935 года — всего 1,1 млн. Основной причиной сокращения числа безработных стала инициированная ещё правительством Брюнинга программа занятости (в сельском хозяйстве и на строительстве дорог), которая была расширена за счёт жилищного строительства.

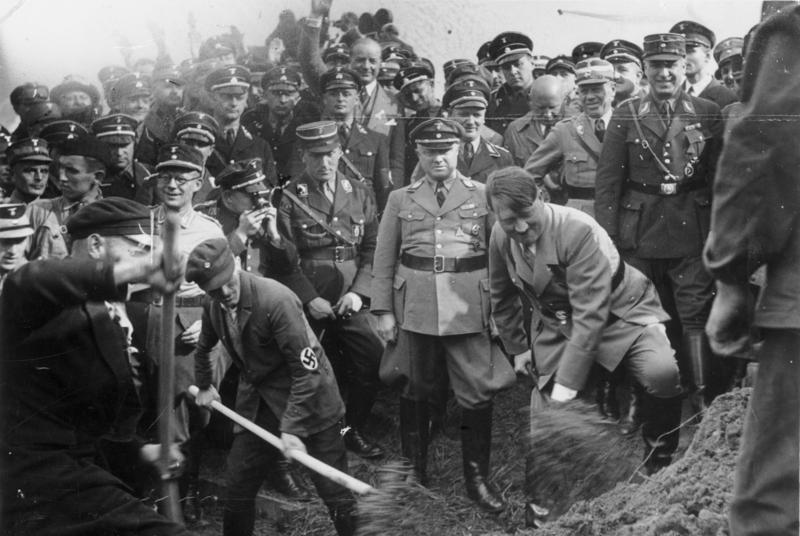
Гитлер открывает строительство автобана. 23 сентября 1933

Развернулись широкомасштабные акции по гуманитарной помощи нуждающемуся населению. Поощрялись массовые культурные и спортивные празднества. Основу политики гитлеровского режима составляла подготовка к реваншу за проигранную Первую мировую войну. С этой целью реконструировалась промышленность, развернулось большое строительство, создавались стратегические резервы. В духе реваншизма велась пропагандистская обработка населения.
Были запрещены сначала коммунистическая, а затем социал-демократическая партии. Ряд партий были вынуждены заявить о самороспуске. Были ликвидированы профсоюзы, имущество которых было передано Германскому трудовому фронту. Противники новой власти без суда и следствия отправлялись в концентрационные лагеря.
С самого начала антисемитизм был главным компонентом национал-социалистической идеологии. С приходом Гитлера к власти лозунг «Германия без евреев» стал государственной политикой. 15 сентября 1935 года в стране были приняты Нюрнбергские расовые законы, лишавшие евреев гражданских прав. В ноябре 1938 года был организован общегерманский еврейский погром — Хрустальная ночь. С началом Второй мировой войны был осуществлён переход к политике окончательного решения еврейского вопроса, означавшей физическое уничтожение всего еврейского населения в Европе (см. Холокост).

#### Расширение культа Гитлера
В 1933 году культ Гитлера оказался массовым явлением, отмеченным взаимодействием между общественными настроениями и пропагандой. Гитлеровское приветствие стало обязательным для государственных служащих и было добровольно принято широкими слоями населения. Правление Гитлера с самого начала было «чрезвычайно персонифицированным»: у него не было политбюро, как у Сталина, или большого совета, как у Муссолини.
Политика Гитлера встречала растущее одобрение. Реальные или кажущиеся успехи режима — ликвидация массовой безработицы, преодоление Версальского договора и внутриполитическая консолидация, а затем и впечатляющие победы в начале Второй мировой войны — приписывались пропагандой исключительно Гитлеру. При этом она расширила культ фюрера от партийных до национальных масштабов и укрепила позиции Гитлера как в кругах консервативной элиты, так и за границей.
Отсутствие критики Гитлер использовал для дальнейшего укрепления «государства фюрера». Этот процесс завершился в 1939 году, когда все чиновники и военнослужащие должны были принести фюреру личную присягу. Национал-социалистическая правовая доктрина узаконила это, приравняв конституционное право к воле вождя, которая не измерялась никакой правовой идеей. С 1941 года титул «фюрер» был зарезервирован исключительно за Гитлером. В результате он постепенно превратился в имя собственное.
Культ Гитлера стал повсеместным в повседневной жизни и выражался, например, в переименовании в его честь многих улиц и площадей. Это поклонение намного превосходило культ личности Бисмарка. Критически настроенным современникам становилось всё труднее дистанцироваться от него. Широкие слои общества добровольно приспособились к этому положению: с 1 июня 1933 года немецкая промышленность поддерживала «национальную реконструкцию» благодаря пожертвованиям имени Адольфа Гитлера для НСДАП, размер которых с 1 июня 1933 года по 1945 год составил около 700 млн рейхсмарок. При этом Гитлер свободно решал, как их использовать. В 1937 году он учредил «Благодарность Адольфа Гитлера», ежегодное пожертвование в полмиллиона рейхсмарок для «особо достойных и нуждающихся членов партии».
Культ Гитлера рассматривается историками как признак «харизматического правления», которое не заменило бюрократическую власть, а скорее взяло верх над ней и, таким образом, часто порождало конфликты компетенции между партийной иерархией и государственным аппаратом. Соперничество между властями, которые вступили в гонку, чтобы предвосхитить «волю вождя», требовало в свою очередь от Гитлера принятия все более авторитарных повседневных политических решений. Однако многие конфликты он оставлял нерешёнными, чтобы не повредить своей репутации непогрешимого гениального вождя, стоящего над бытовыми конфликтами, и тем самым способствовал подрыву функционирующего государственного управления. С ростом мифа о Гитлере одновременно падала и репутация НСДАП.
После присоединения Австрии к Германскому рейху популярность диктатора возросла. Вторжение в Польшу не понравилось немцам. По словам Яна Кершоу, популярность Гитлера достигла нового пика после победоносного «блицкрига» против Франции, постепенно пошла на спад в 1941 году и резко упала после поражения под Сталинградом в 1943 году. Гёц Али, напротив, в 2006 году на основе новых данных исследовательского проекта, который он возглавлял, пришёл к выводу, что популярность Гитлера резко снизилась перед польской кампанией, едва восстановилась после западной кампании 1940 года и быстро пошла на спад после нападения на Советский Союз в 1941 году.

#### Начало территориальной экспансии

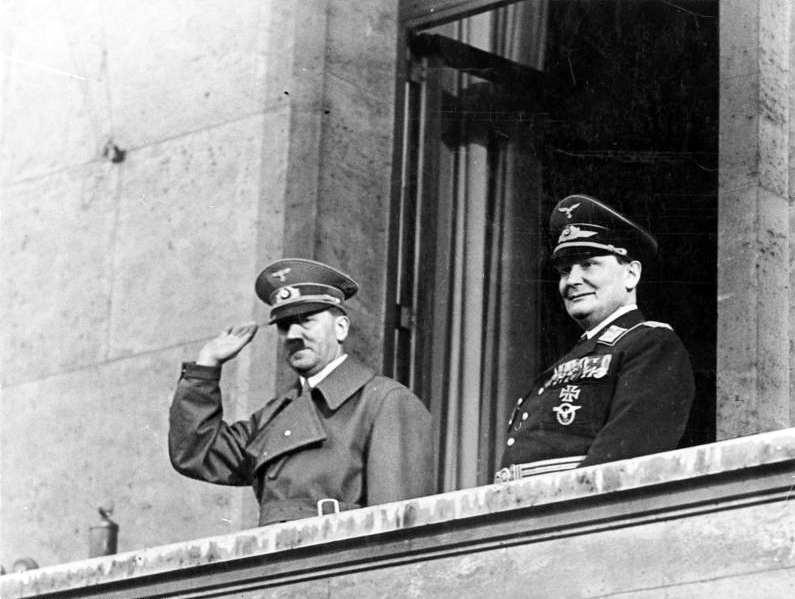
С Герингом после аншлюса Австрии. 16 марта 1938

14 октября 1933 года Германия демонстративно покинула Женевскую конференцию по разоружению, а через несколько дней заявила о своём выходе из Лиги Наций. Тем самым Гитлер создал условия для односторонней ликвидации военных ограничений Версальского договора. Стотысячный рейхсвер был развёрнут в миллионный вермахт. 9 марта 1935 года официально объявили о создании военно-воздушного флота Германии. 7 марта 1936 года Гитлер ввёл войска в Рейнскую область, имевшую статус демилитаризованной зоны. 30 января 1937 года, в годовщину своего прихода к власти, он заявил о выходе из Версальского договора, который Германия и так уже не соблюдала.
5 ноября 1937 года в берлинской рейхсканцелярии Гитлер провёл секретное совещание с военным министром рейха и главнокомандующими сухопутными войсками, флотом и авиацией, фельдмаршалом Бломбергом, генерал-полковником Фричем, генерал-адмиралом Редером, генерал-полковником Герингом, а также министром иностранных дел Нейратом, на котором раскрыл свои экспансионистские планы в Европе:

Вряд ли я долго проживу. Проблемы жизненного пространства необходимо решить по возможности ещё при моей жизни. Будущие поколения этого не сделают. В случае моей смерти в интересах долгосрочной германской политики я прошу рассматривать это выступление как мою последнюю волю и политическое завещание.
В конце более чем двухчасового монолога он назвал первой целью захват «Чехии и Австрии одновременно, чтобы устранить угрозу с флангов».
12 марта 1938 года германские войска, заранее сосредоточенные на границе, вступили на территорию Австрии. Через три дня Гитлер объявил восторженной толпе в Вене о вхождении своей родины в Германский рейх. На состоявшемся 10 апреля референдуме, по официальным данным, 99,73 % голосов в Австрии и 99,01 % в Германии было отдано за аншлюс.
Присоединив Австрию, Гитлер получил стратегический плацдарм для захвата Чехословакии. 28-29 марта 1938 года он провёл в Берлине серию секретных встреч с Конрадом Генлейном из партии судетских немцев, крупнейшей из этнических немецких партий Судетской области. Собеседники договорились, что Генлейн потребует от чехословацкого правительства большей автономии судетских немцев, тем самым создав предлог для военных действий Германии против Чехословакии.
В сентябре 1938 года Гитлер потребовал от Чехословакии уступить Германии Судетскую область, в противном случае угрожая вторжением германских войск (Судетский кризис). На Мюнхенской конференции 29 сентября 1938 года он заверил руководителей Франции и Великобритании, что остальная часть Чехословакии не будет оккупирована. В свою очередь, премьер-министр Великобритании Невилл Чемберлен и премьер-министр Франции Эдуар Даладье позволили ему присоединить Судеты, чтобы предотвратить угрозу войны. Гитлер, считавший войну и экспансию непременными условиями выживания своего режима, пришёл к выводу, что соглашение лишило его желаемого захвата всей Чехословакии.

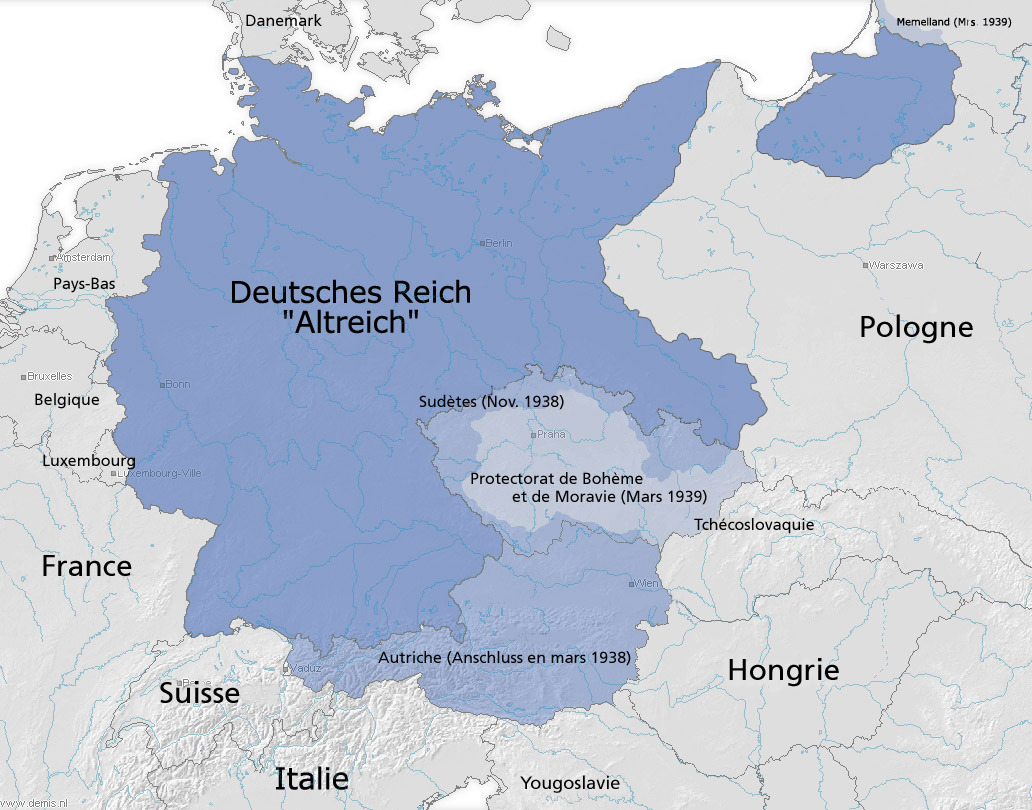
Германия в 1939 году. Синим цветом обозначен т. н. «Старый рейх»; голубым — земли, присоединённые в 1938 году; светло-голубым — Протекторат Богемии и Моравии

«Гитлер стал в 1938 году крупнейшей угрозой, с которой сегодня сталкивается демократический, свободолюбивый мир», — так редакция американского журнала Time объяснила своё самое спорное решение, объявив 2 января 1939 года немецкого диктатора «человеком года».
В марте 1939 года под давлением Гитлера Йозеф Тисо провозгласил Первую Словацкую республику. 15 марта германские войска оккупировали оставшуюся территорию Чехии и на следующий день Гитлер присоединил её к рейху в качестве протектората Богемии и Моравии. Это нарушение Мюнхенского соглашения было направлено на облегчение «германизации» оккупированных территорий. Словакия стала государством-сателлитом Германии. 23 марта 1939 года Литва, на которую Гитлер ранее оказывал массированное давление, была вынуждена уступить Германии Мемельскую область.
Из-за нарушения Гитлером Мюнхенского соглашения Франция и Великобритания прекратили прежнюю политику умиротворения и до 13 апреля 1939 года заключили с Польшей договоры о военной помощи. Ещё 11 апреля Гитлер приказал генштабу вермахта подготовить к осени военное вторжение в Польшу. 28 апреля в своей речи в рейхстаге он денонсировал германо-польский пакт о ненападении и германо-британское военно-морское соглашение и потребовал присоединения к Германскому рейху вольного города Данцига. 23 мая 1939 года он разъяснил генералам вермахта, что это требование служит лишь предлогом для завоевания «жизненного пространства» и обеспечения немцев продовольствием, а также решения балтийской проблемы.

#### Вторая мировая война
23 августа 1939 года Германия заключила Договор о ненападении с Советским Союзом, секретный дополнительный протокол к которому определял сферы интересов сторон в Восточной Европе. Вскоре после этого Гитлер потребовал, чтобы Польша уступила Германскому рейху Польский коридор, а также польские права в вольном городе Данциге. Национал-социалистическая пропаганда все чаще заявляла о предполагаемых массовых убийствах и зверствах в отношении этнических немцев в Польше, требуя от польского правительства принять соответствующие меры. 31 августа 1939 года в 12 часов 40 минут Гитлер издал свою «директиву № 1 на ведение войны». В ночь с 31 августа на 1 сентября 1939 года эсэсовцы, переодетые в польскую форму, устроили нападение на радиостанцию в Глайвице в Силезии. В 4 часа 45 минут немецкий линкор «Шлезвиг-Гольштейн» начал обстрел польских позиций на гданьской Вестерплатте. Это нападение положило начало германскому вторжению в Польшу, которое спровоцировало Вторую мировую войну.

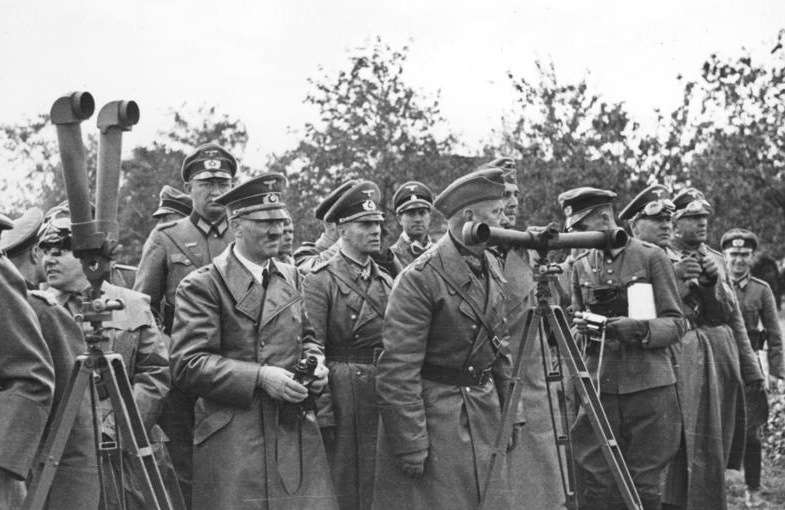
В Польше. Сентябрь 1939

1 сентября Гитлер лживо заявил в своей речи в рейхстаге, что Польша напала на Германию и что с 5 часов 45 минут утра ведётся «ответный огонь». 3 сентября на встрече с советским полномочным представителем Александром Шкварцевым он заверил, что в результате успешной войны будет ликвидировано положение, созданное Версальским договором, а СССР и Германия установят границы, существовавшие до Первой мировой войны. В тот же день в соответствии со своими союзными договорами с Польшей Франция и Великобритания объявили войну Германии, но кроме неудачного французского наступления в Сааре, не проявили военной активности. Эту пассивность современники назвали «Странной войной». 16 сентября войска вермахта окружили крупную группировку польских войск под Варшавой. 17 сентября Красная армия в соответствии с секретным протоколом к советско-германскому пакту о ненападении вступила в восточную Польшу под предлогом «взять под защиту» население Западной Украины и Западной Белоруссии. 28 сентября был подписан акт о капитуляции Варшавы. 5 октября Гитлер принял в ней парад 8-й армии.
Разгромив в течение сентября 1939 года Польшу, Германия в апреле—мае 1940 года оккупировала Норвегию, Данию, Голландию, Люксембург и Бельгию и вторглась во Францию. 14 июня части вермахта вошли в Париж, 22 июня Франция капитулировала. 23 июня Гитлер прибыл в Париж и посетил несколько исторических мест, в том числе Дом инвалидов, где покоится прах Наполеона.
После победы над Францией Гитлер достиг пика популярности среди немцев. Следуя заявлению генерал-полковника Вильгельма Кейтеля, национал-социалистическая пропаганда изображала его как «величайшего полководца всех времён», чей гений изобрёл так называемую стратегию «молниеносной войны» и привёл к быстрым победам. Даже сам Гитлер был убеждён в своих военных способностях. Поэтому он неоднократно вмешивался в оперативные решения военных и всё больше лишал полномочий генштабы.
21 июля 1940 года Гитлер заявил на встрече с Вальтером фон Браухичем, что собирается «захватить русскую территорию» настолько, чтобы иметь возможность предотвратить налёты вражеской авиации на Берлин и промышленную зону Силезии. Он оправдывал войну на два фронта. Десять дней спустя он обсуждал в Бергхофе запланированную кампанию против Советского Союза в кругу высших генералов: «Если Россия потерпит поражение, то Англия лишится последней надежды». Политические цели Гитлер определил так: «Украина, Белоруссия, Прибалтика нам. Финляндии до Белого моря». С военной точки зрения было объявлено достижение линии от Архангельска на севере вдоль Волги в её устье до Астрахани.
12 и 13 ноября 1940 года народный комиссар иностранных дел СССР Молотов посетил Берлин. Эта встреча не увенчалась успехом в том числе и потому, что, по мнению Гитлера, территориальные интересы Германии и Советского Союза были несовместимы. В результате он ещё больше убедился в том, что «уничтожение» Советского Союза в молниеносной кампании — единственный способ выиграть войну. Поэтому 5 декабря 1940 года Гитлер поручил Браухичу и Францу Гальдеру подготовить армию к нападению на Советский Союз в конце мая следующего года. 18 декабря 1940 года он отдал директиву относительно операции «Барбаросса» «до окончания войны против Англии в быстрой кампании разгромить Советскую Россию».

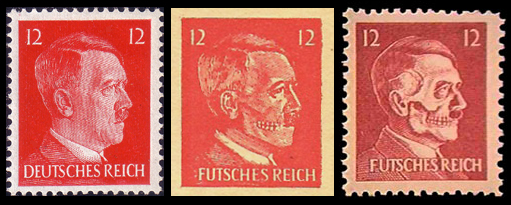
Почтовая марка Германии(Sc #511B) и две американские пародийные марки. 1942

Весной 1941 года Германия захватила Грецию и Югославию, а 22 июня напала на СССР. Поражения советских войск на первом этапе Великой Отечественной войны привели к оккупации немецкими и союзными войсками республик Прибалтики, Белоруссии, Украины, Молдавии и западной части РСФСР. На оккупированных территориях был установлен оккупационный режим, уничтоживший многие миллионы людей.
В декабре 1941 года Гитлер сосредоточил в своих руках всю командную власть, объявив себя и главнокомандующим сухопутными войсками.
С 16 июля по 31 октября 1942 года находился в ставке «Вервольф», переведя туда из ставки «Волчье логово» (нем. Wolfsschanze) возле Растенбурга (Восточная Пруссия) генеральный штаб и свою ставку. Именно там была подписана знаменитая директива № 45 о взятии Черноморского побережья Кавказа, Сталинграда и последующем наступлении на Баку.
Вторично Гитлер посетил «Вервольф» 19 февраля 1943 года и пробыл здесь до 13 марта. В последний день своего второго пребывания в «Вервольфе» фюрер подписал оперативный приказ № 5 об окружении и уничтожении частей Красной армии на Курской дуге.
В последний раз фюрер пребывал в винницкой ставке с 27 августа по 15 сентября 1943 года. Его личное присутствие потребовалось для решения судьбы Донбасса: надо было удержать этот стратегически важный район, и командующий группой армий «Юг» генерал-фельдмаршал Манштейн настойчиво требовал у Адольфа Гитлера 12 дивизий.
До ноября 1944 года его ставка Вольфсшанце находилась под Растенбургом в Восточной Пруссии.
С конца 1942 года немецкие армии стали терпеть крупные поражения как в СССР (Сталинград), так и в Египте (Эль-Аламейн). В 1943 году Красная армия перешла в широкое наступление, тогда как англо-американские войска высадились в Италии и вывели её из войны. В 1944 году практически вся советская территория была освобождена от оккупации, Красная армия продвинулась в Польшу и на Балканы; в то же время англо-американские войска, высадившись в Нормандии, освободили большую часть Франции. В конце октября 1944 года боевые действия были перенесены на территорию рейха.

#### Покушения на Гитлера
Всего задокументировано 39 покушений на Гитлера — с применением огнестрельного оружия, бомб, взрывчатки, яда, но ни одно из них не увенчалось успехом. Немецкий исследователь и публицист Вилль Бертольд насчитал даже 42 попытки покушения. С 1921 по 1932 год были предприняты четыре попытки убить Гитлера, в том числе попытка отравления во время ужина в отеле «Кайзерхоф» в январе 1932 года. С 1933 по 1938 год на жизнь Гитлера было совершено ещё 16 неудачных покушений.
- 20 декабря 1936 года немецкий американец еврейского происхождения Хельмут Хирш наладил контакты с подпольной организацией «Чёрный фронт» Отто Штрассера и собирался заложить две самодельные бомбы в штаб-квартире НСДАП в Нюрнберге, куда Гитлер должен был прибыть с визитом. Однако план сорвался, так как Хирш не смог обойти охрану. 21 декабря 1936 года он был арестован гестапо, а 22 апреля 1937 года приговорён к смертной казни. Хирш был казнён 4 июня 1937 года.
- 9 ноября 1938 года 22-летний Морис Баво с расстояния в 10 метров собирался расстрелять Гитлера из автоматического пистолета Хенель-Шмайссер калибра 6,35 мм во время праздничного парада, посвящённого 15-й годовщине «Пивного путча». Однако Гитлер в последний момент изменил план и пошёл по противоположной стороне улицы, в результате Баво не смог осуществить задуманное. Позже он также пытался добиться личной встречи с Гитлером с помощью фальшивого рекомендательного письма, но потратил все деньги и в начале января 1939 года решил уехать в Париж без билета. В поезде его задержали сотрудники гестапо. 18 декабря 1939 года суд приговорил Баво к смертной казни на гильотине, и 14 мая 1941 года приговор был приведён в исполнение.
- 8 ноября 1939 года в мюнхенском пивном зале «Бюргербройкеллер», где Гитлер каждый год выступал перед ветеранами НСДАП, Иоганн Георг Эльзер, бывший член Союза красных фронтовиков[168], боевой организации КПГ,  вмонтировал самодельное взрывное устройство с часовым механизмом в колонну, перед которой обычно устанавливали трибуну для вождя. В результате взрыва 8 человек было убито и 63 ранено, однако Гитлера среди пострадавших не оказалось. Ограничившись кратким приветствием в адрес собравшихся, он покинул зал за семь минут до взрыва, так как ему нужно было возвращаться в Берлин. В тот же вечер Эльзер был схвачен на швейцарской границе и после нескольких допросов во всём сознался. В качестве «особого заключённого» он был помещён в концлагерь Заксенхаузен, затем переведён в Дахау. 9 апреля 1945 года, когда союзники оказались уже вблизи концлагеря, по распоряжению Гиммлера Эльзер был расстрелян[169].
- 11 ноября 1939 года Эрих Кордт хотел взорвать себя вместе с Гитлером в рейхсканцелярии. В результате неудачного покушения Георга Эльзера меры безопасности были ужесточены до такой степени, что полковник Ханс Остер не смог достать взрывчатки.
- 13 марта 1943 года во время посещения Гитлером Смоленска полковник Хеннинг фон Тресков и его адъютант, лейтенант фон Шлабрендорф, подложили в самолёт Гитлера пакет взрывчатки, выдав его за пакет с двумя бутылками коньяка для полковника Гельмута Штифа, но, вероятно, из-за холода в багажном отделении взрыватель не сработал.
- 21 марта 1943 года во время посещения Гитлером выставки трофейной советской военной техники в Берлине полковник Рудольф фон Герсдорф должен был взорвать себя вместе с Гитлером. Однако фюрер покинул выставку раньше намеченного времени, а Герсдорф едва успел обезвредить взрыватель.
- 16 декабря 1943 года майор Аксель фон дем Буше хотел взорвать себя вместе с Гитлером во время демонстрации нового обмундирования вермахта. Запланированную дату пришлось отменить, так как форма была уничтожена во время авианалёта союзников.
- 11 февраля 1944 года должна состояться демонстрация обмундирования вермахта, отменённая в декабре. На этот раз лейтенант Эвальд Генрих фон Клейст хотел броситься на Гитлера и взорвать себя вместе с ним. Этот план также потерпел неудачу, потому что Гитлер незадолго до этого отменил демонстрацию.
- 14 июля 1944 года британские спецслужбы собирались провести операцию «Фоксли». По плану лучшие британские снайперы должны были застрелить Гитлера во время посещения резиденции Бергхоф в Баварских Альпах. План не был окончательно утверждён, и его осуществление не состоялось.
- 20 июля 1944 года против Гитлера был организован заговор, целью которого было его физическое устранение и заключение мира с наступающими союзными войсками. Во время рабочего совещания в Вольсфшанце полковник Штауффенберг оставил под столом портфель с пластической взрывчаткой. В результате взрыва погибли 4 человека, Гитлер остался жив. Он получил сильный ушиб руки, которой опирался на стол в момент взрыва, а также разрыв барабанных перепонок, ушное кровотечение и ссадины. Его брюки были разорваны в клочья взрывной волной[170].

### Самоубийство
С приходом русских в Берлин Гитлер боялся, что рейхсканцелярию обстреляют снарядами с усыпляющим газом, а потом выставят его напоказ в Москве, в клетке.
С середины января 1945 года Гитлер находился в бункере, построенном в саду рейхсканцелярии. 30 января он в последний раз выступил по радио, призвав оказать ожесточённое сопротивление наступающим войскам союзников ради «окончательной победы». 19 марта он отдал приказ о «выжженной земле», предусматривавший уничтожение всех промышленных и коммунально-бытовых предприятий на тех территориях Третьего рейха, которые могли быть заняты противником. Последняя прижизненная киносъёмка Гитлера была сделана 20 марта 1945 года и опубликована в киножурнале «Немецкое еженедельное обозрение» (нем. Die Deutsche Wochenschau) от 22 марта 1945 года. На ней в саду рейхсканцелярии Гитлер обходит строй отличившихся членов гитлерюгенда. Последняя известная прижизненная фотография была сделана, видимо, незадолго до его дня рождения 20 апреля 1945 года. На ней Гитлер в сопровождении шеф-адъютанта Юлиуса Шауба осматривает руины рейхсканцелярии.
По показаниям свидетелей, допрошенных как советскими органами контрразведки, так и спецслужбами союзников, 29 апреля 1945 года Гитлер женился на Еве Браун, а 30 апреля вместе с ней покончил жизнь самоубийством, предварительно отравив любимую собаку Блонди. В советской историографии утвердилась точка зрения, что Гитлер принял яд (цианистый калий, как и большинство покончивших с собой нацистов). Однако, по свидетельствам очевидцев, он застрелился.

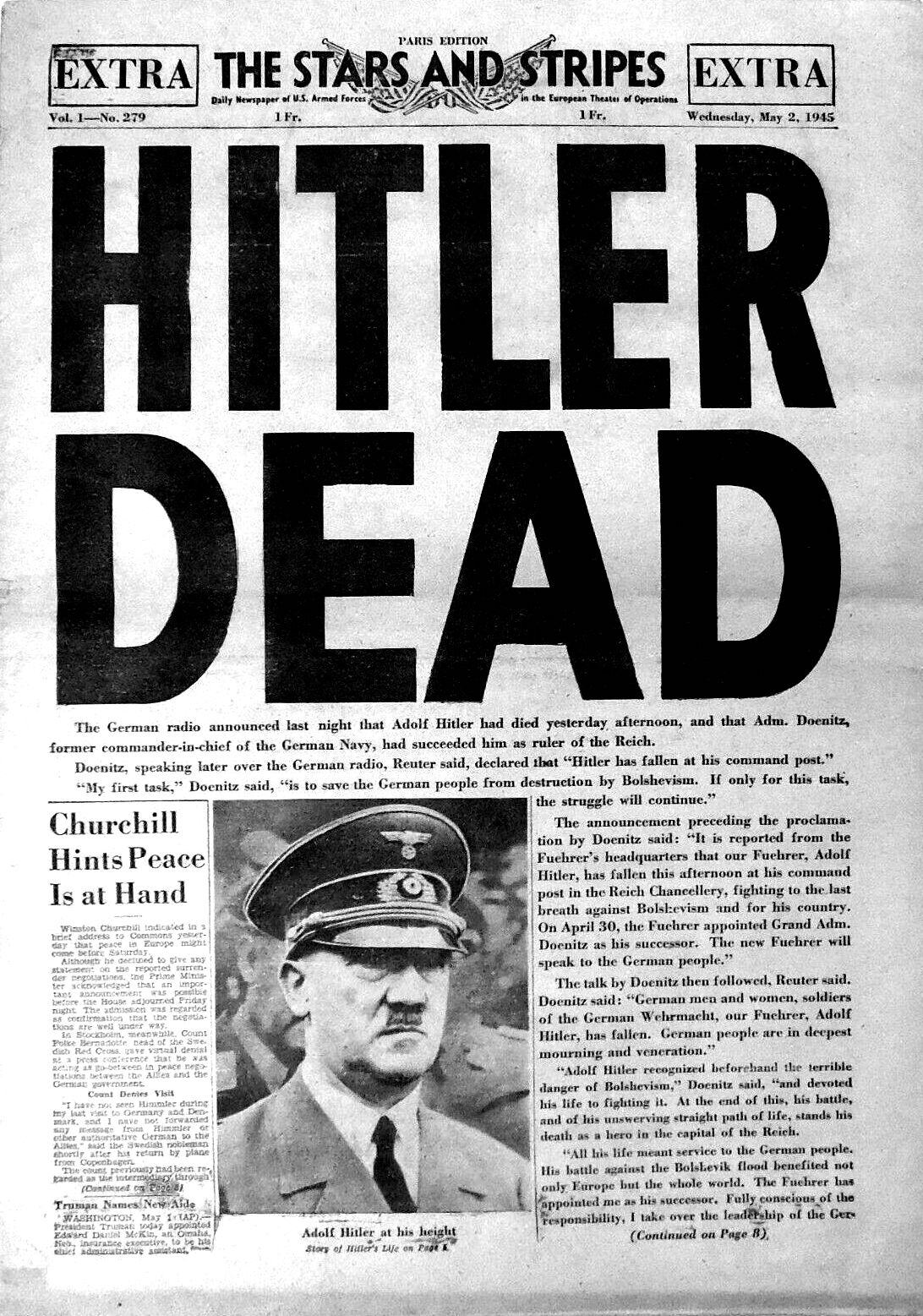
«Гитлер мёртв». Заголовок американской армейской газеты «Звёзды и полосы»

По словам свидетелей из числа обслуживающего персонала, 30 апреля после обеда Гитлер приказал раздобыть и доставить в сад рейхсканцелярии 200 литров бензина в канистрах. Затем он попрощался с лицами из своего ближайшего окружения и, пожав им руки, вместе с Евой Браун удалился в свои личные апартаменты, откуда примерно в 15:30 раздался выстрел. Вскоре после этого слуга Гитлера Хайнц Линге в сопровождении адъютанта фюрера Отто Гюнше, Геббельса, Бормана и Аксмана вошли в комнату. Мёртвый Гитлер сидел на диване; на виске у него расплывалось кровавое пятно. Рядом лежала Ева Браун без видимых внешних повреждений. Гюнше и Линге завернули тело Гитлера в ковёр и вынесли в сад рейхсканцелярии; вслед за ним вынесли и тело Евы. Трупы положили недалеко от входа в бункер, облили бензином и подожгли.
5 мая 1945 года полуобгоревшие трупы Гитлера и Евы Браун, присыпанные землёй, были найдены в воронке от бомбы слева от запасного выхода бункера группой Смерш гвардии старшего лейтенанта Алексея Панасова. 8 мая в предместье Берлина Бухе полковник медслужбы Фауст Шкаравский произвёл судебно-медицинское исследование останков Гитлера. Зубной техник Фриц Эхтман и помощница зубного врача Гитлера Кете Хойзерман идентифицировали его по зубам и зубным протезам. В феврале 1946 года останки Гитлера, Евы Браун, а также семьи Геббельса, генерала Кребса и двух собак после ряда перезахоронений были окончательно закопаны в расположении отдела контрразведки Смерш в Магдебурге.
13 марта 1970 года председатель КГБ СССР Юрий Андропов направил генеральному секретарю ЦК КПСС Леониду Брежневу секретное письмо с предложением уничтожить останки, так как военный объект подлежал передаче немецким властям. 16 марта предложение было одобрено, а 26 марта Андропов утвердил план совершенно секретной операции «Архив». В ночь с 4 на 5 апреля 1970 года оперативная группа особого отдела КГБ по 3-й армии вскрыла захоронение во дворе дома 36 по Клаузенерштрассе (бывшей Вестендштрассе). В акте от 5 апреля 1970 года сказано:

Уничтожение останков произведено путем их сожжения на костре на пустыре в районе города Шёнебек в 11 км от Магдебурга. Останки перегорели, вместе с углем истолчены в пепел, собраны и выброшены в реку Бидериц.
При этом, видимо, имелись в виду либо река Эле, приток Эльбы возле Бидерица, либо озеро Бидериц. В Центральном архиве ФСБ хранятся фрагменты челюсти, а в Государственном архиве РФ — фрагмент черепной коробки Гитлера с пулевым отверстием и боковые ручки дивана со следами его крови. В 2017 году ФСБ России предоставила группе французских учёных из университета Версаль-Сен-Кантен-ан-Ивелин доступ к фрагментам челюсти Гитлера с целью провести исследование. Руководитель группы профессор Филипп Шарлье пришёл к выводу, что зубы полностью совпадают с прижизненными рентгеновскими снимками Гитлера. На протезах были обнаружены синеватые пятна — к этому привела химическая реакция между цианидом и металлом. Гитлер принял цианид и для подстраховки выстрелил себе в голову. При исследовании на зубах не было обнаружено следов пороха — значит, он стрелял не в рот, а в лоб или шею. Исследование в очередной раз разрушило миф о том, что Гитлер мог остаться в живых.
Однако существует и популярная городская легенда, что в бункере были найдены трупы двойников Гитлера и его жены, а сами они якобы скрылись в Аргентине и дожили там спокойно до конца своих дней. В частности, британский писатель, фотограф и режиссёр Саймон Данстен в соавторстве с журналистом Джерардом Уильямсом издал в 2011 году книгу Серый волк. Бегство Адольфа Гитлера. Однако научное сообщество отвергает подобные теории. В апреле 2019 года ФБР рассекретило документы о том, что в сентябре 1945 года оно рассматривало версию о бегстве Гитлера в Аргентину, но расследование тогда не было проведено, так как собранные доказательства сочли недостаточными и недостоверными.

## Привычки и поведение
В личных беседах Гитлер позволял обращение «мой фюрер». Примерно с 1921 года в близком кругу его называли Wolf (Волк). «Волчье логово» — название ставки Гитлера в годы войны.
С 1 мая 1920 года по 5 октября 1929 года Гитлер жил в Мюнхене по адресу Тиршштрассе, 41 в районе Лехель. В 1929 году он переехал в 9-комнатную квартиру в районе Богенхаузен, Принцрегентенплац, 16. После 1934 года квартира почти не использовалась, но по-прежнему оставалась его официальным адресом регистрации. Летом 1933 года он купил дом Вахенфельд в Оберзальцберге под Берхтесгаденом и к середине 1936 года перестроил его в Бергхоф.
С 1926 по 1931 год он конфиденциально переписывался с Марией Рейтер, с которой познакомился в Берхтесгадене, но отверг её желание выйти за него замуж. В 1928 году он арендовал в Оберзальцберге загородный дом, в который переехали его единокровная сестра Ангела Раубаль и две её дочери, Ангела (или Гели) и Эльфрида. В 1929 году он позволил своей племяннице Гели Раубаль переехать в свою мюнхенскую квартиру и заставил её разорвать роман со своим шофёром Эмилем Морисом. 19 сентября 1931 года Гели нашли застреленной из его револьвера; предполагалось, что это самоубийство. Гитлер использовал этот частный удар судьбы, чтобы объявить однопартийцам, что он решил «бескорыстно служить своей политической миссии на благо немецкого народа».

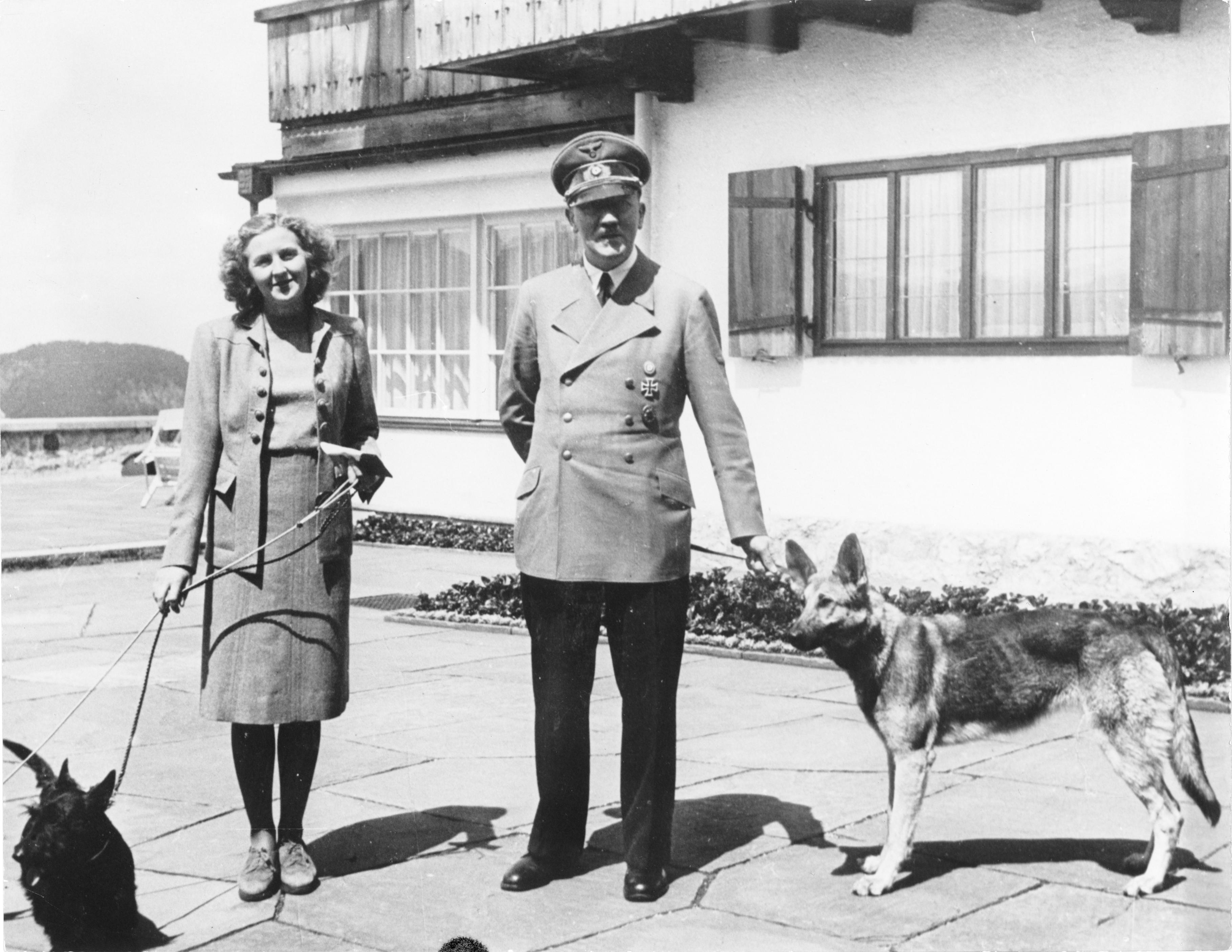
Ева Браун и Гитлер. Бергхоф, 14 июня 1942

С января 1932 года ходили слухи, что у Гитлера были интимные отношения с Евой Браун, сотрудницей его фотографа Генриха Гофмана. Он отказался жениться на ней. В течение года она пыталась покончить жизнь самоубийством. Затем он вступил с ней в более прочные отношения, которые скрывал от общественности до самой смерти.
Гитлер с юности не курил. После заключения в Ландсберге он стал ограничивать употребление алкоголя и мяса. С 1932 года он стал вегетарианцем из-за боязни заболеть раком желудка. Он сохранил эту привычку на посту канцлера и в ближайшем окружении изображал вегетарианство как средство национал-социалистической политики в области здравоохранения после войны. Позже он также стал избегать кофе и чёрного чая. Его камердинер Карл Вильгельм Краузе сообщил, что в первые годы в Старой рейхсканцелярии он обычно готовил ему перед сном валериановый чай с коньяком.
В своём исследовании 1979 года «Медицинская карта Адольфа Гитлера» американский психиатр, профессор Леонард Хестон из Миннесотского университета и его жена Рената Хестон на основе бесед с очевидцами, всех исследований о болезнях Гитлера и наследии его личного врача Теодора Морелля пришли к выводу, что диктатор, скорее всего, получал коктейль из витаминов, первитина и кофеина, который ещё больше усиливал действие метамфетамина.
Гитлер любил собак и держал их со времён Первой мировой войны. Он часто фотографировался со своей овчаркой Блонди на фоне идиллических пейзажей, чтобы показать свою якобы личную любовь к животным и близость к природе, дать возможность немцам идентифицировать себя с ними и способствовать широко распространённому стремлению к гармонии между вождём и ведомыми. Тем не менее, будучи очень чистоплотным, каждый раз после общения со своей любимой собакой Блонди он мыл руки.
Гитлер всю жизнь отвергал университеты, профессоров и науку и был самоучкой. Он умел надолго запоминать прочитанную информацию, включая детали, и при необходимости вплетал её в речи, беседы или монологи без указания источника, чтобы выдать её за собственные мысли. В трёх частных библиотеках у него было 16 тысяч книг, из которых сохранились около 1200. Примерно половина из них — военная литература. Более чем каждая десятая книга посвящена правой эзотерике, оккультизму, националистической и антисемитской тематике. Некоторые редкие произведения относятся к области художественной литературы, в том числе издания пьес Уильяма Шекспира, таких как «Юлий Цезарь» и «Гамлет».
Согласно списку дантиста и члена Общества Туле Фридриха Крона, чьей библиотекой Гитлер пользовался в период с 1919 по 1921 год, тот читал ряд самых разных книг — от Леопольда фон Ранке и работ о революции 1917 года в России до произведений Монтескьё, Руссо, Канта, Шопенгауэра и Освальда Шпенглера, но не в последнюю очередь также антисемитские сочинения Хьюстона Стюарта Чемберлена, Генри Форда, Антона Дрекслера, Готфрида Федера и Дитриха Эккарта. По словам Ганса Франка, во время своего заключения в Ландсберге Гитлер изучал Карла Маркса, Фридриха Ницше, Генриха фон Трейчке и Отто фон Бисмарка. Подчёркивания и пометки на полях показывают читательские привычки Гитлера. Он не владел ни одним иностранным языком, но со времени учёбы в реальном училище в Линце немного понимал по-французски. Его главный официальный переводчик Пауль-Отто Шмидт переводил для него сообщения иностранной прессы.
В частной сфере Гитлер никогда не кричал и не говорил громко, часто и с удовольствием употреблял австрийские диалектизмы.
Траудль Юнге, личный секретарь Гитлера с 1942 по 1945 год, вспоминала, что на первый взгляд он производил впечатление «обаятельного, тихого, импозантного господина».
Гитлер завораживал своими «ярко-голубыми», слегка навыкате, «сияющими» глазами, перед которыми не могли устоять многие посетители. Он знал об этом влиянии и долго смотрел собеседнику прямо в глаза, медленно опуская веки. Со временем у него ухудшилось зрение, однако он не хотел постоянно носить очки, поэтому на совещаниях рассматривал карты через лупу, а донесения и речи ему печатали на специальной машинке с очень крупным шрифтом. Проблемы Гитлера со зрением скрывались, фотографировать его в очках было запрещено, хотя несколько таких снимков сохранились. Гитлер считал, что очки придают ему менее авторитетный вид.

## Память
За период нацистского правления более 4 тысяч населённых пунктов Германии и Австрии удостоили Гитлера титулом почётного гражданина. Большинство из них после краха Третьего рейха лишили Гитлера этого звания. Но некоторые этого не сделали, ссылаясь на то, что из числа почётных граждан человек автоматически выбывает после своей смерти.
К имени Гитлера отсылают:
- Anophthalmus hitleri — жук, названный в честь Гитлера и ставший редким из-за его популярности у неонацистов[194].
- Reductio ad Hitlerum — псевдолатинское выражение, используемое для обозначения современной логической уловки[195][196].

Несмотря на денацификацию Германии, Гитлера немцы почитали и после 1945 года. По результатам опросов, в 1952 году треть граждан ФРГ считала Гитлера величайшим государственным деятелем в германской истории; либо, как минимум, выдающимся правителем, хотя и допускавшим ошибки. Почти половина положительно оценивала нацистский период истории. Прокурор Фриц Бауэр, один из сторонников денацификации, в 1960-е годы неоднократно говорил публично о политической ситуации в ФРГ, что «новый Гитлер не был бы отвергнут».
Личность Гитлера и в начале XXI века остаётся одной из наиболее популярных среди неонацистов разных стран. Многие из них принимают активное участие в военных конфликтах, например, в Российско-украинской войне, и помнят о дне рождения Гитлера: участники украинской группировки «С14» приурачивали к 20 апреля погромы цыган, а лидеры российского формирования «Русич» записывали с фронта поздравление с днём рождения своего «соратника и друга».